# Голуб мандрівний
Го́луб мандрі́вни́й (лат. Ectopistes migratorius) — вимерлий вид птахів з родини голубових, що виділяється в монотипічний рід Ectopistes. Його назви різними мовами пов'язані зі схильністю цього виду до міграції: голуби постійно мігрували величезними зграями в пошуках їжі, укриттів і місць гніздування. Птахи були розміром близько 40 см завдовжки, мали в основному сіру верхню і світлішу нижню частини тулуба, переливчасте бронзове оперення на шиї і чорні плями на крилах. У розмірах і забарвленні спостерігався статевий диморфізм, самиці були дрібніші й темніші. Вид мешкав в листяних лісах східної частини Північної Америки, а розмножувався головним чином поблизу Великих озер. Раціон переважно складали насіння дерев, плоди рослин і безхребетні.
У Північній Америці в XVI–XVIII століттях цей вид був найчисленнішим птахом, найвища чисельність якого сягала від 3 до 5 мільярдів особин. Полювання на мандрівних голубів велося ще корінними американцями, її розмах значно збільшився XIX століття з розселенням на материку європейців. Голубине м'ясо використовувалося як дешевий харч. На зниження чисельності виду і його подальше вимирання вплинули й інші чинники: масовий забій великих гніздових колоній і повсюдна вирубка лісів, що знищила його природне місце існування. Зникнення мандрівного голуба є класичним прикладом винищення людиною масового виду, що нараховував мільярди особин, внаслідок необмеженого полювання і знищення середовища існування. Останню дику особину ймовірно було вбито 1901 року, а 1 вересня 1914 року в зоопарку Цинциннаті помер останній представник цього виду — самиця на ім'я Марта.

## Таксономія

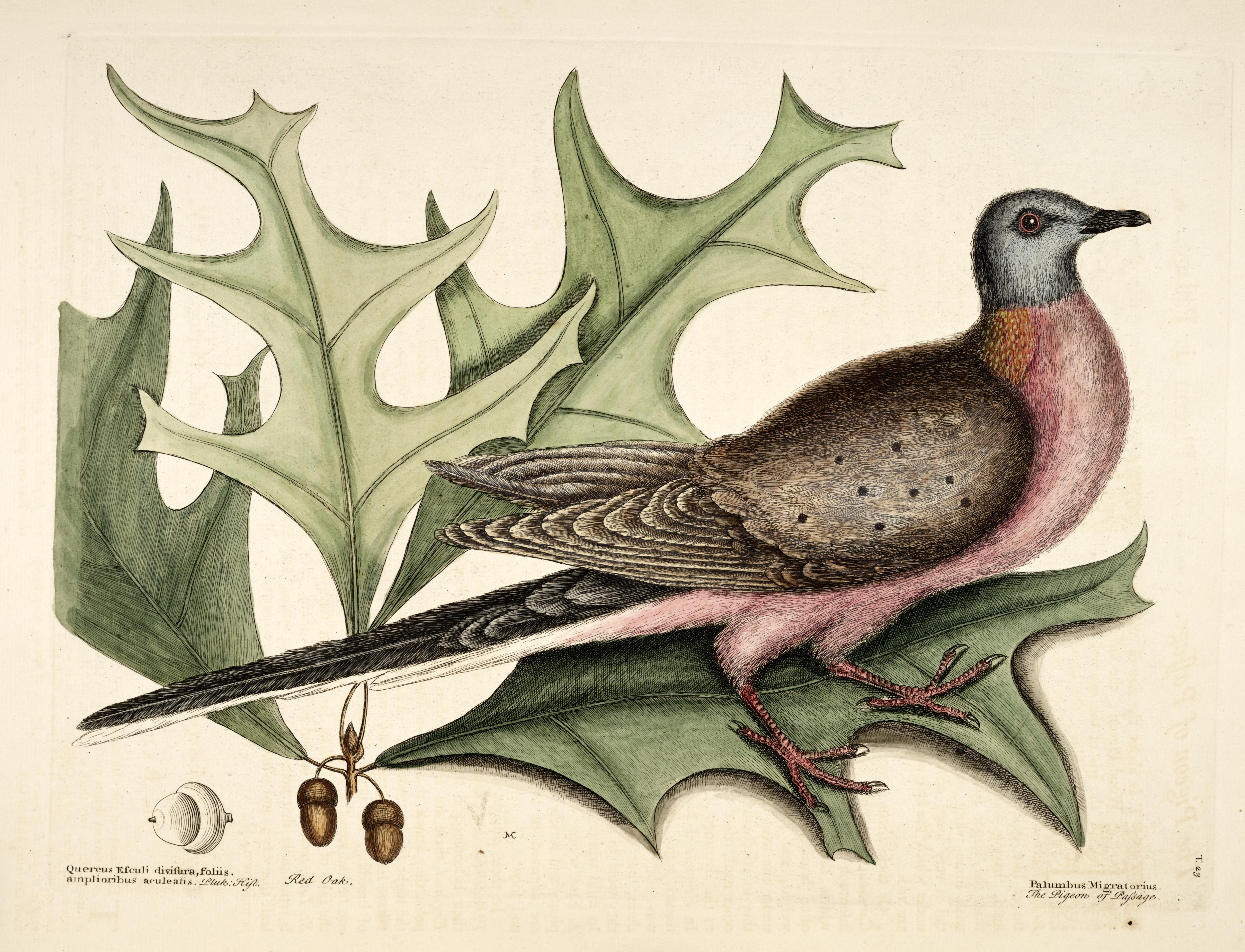
Раннє оприлюднене зображення мандрівного голуба (самця), створена Марком Кейтсбі 1731 року

В роботі Марка Кейтсбі «Природна історія Кароліни, Флориди і Багамських островів», опублікованій в 1731–1743 роках, вперше з'явилося зображення мандрівного голуба, описаного як Palumbus migratorius. 1758 року у своїй праці «Система природи» шведський натураліст Карл Лінней об'єднав цей вид з описом зенаїди північної, зробленим Джорджем Едвардсом 1743 року. В обох працях птах отримав наукову назву Columba macroura. 1766 року у черговій редакції «Системи природи» Лінней присвоїв мандрівному голубу ім'я C. migratoria, а зенаїді північній — C. carolinensis, повністю відмовившись від C. macroura. Він також додав для мандрівного голуба назву C. canadensis, скориставшись описом, зробленим 1760 року Матюреном Жаком Бріссоном, який власноруч зловив самку мандрівного голуба і дав їй назву Turtur canadensis. Малоймовірно, що Лінней бачив цих птахів.
1827 року Вільям Джон Свенсон виділив мандрівного голуба у новий монотипічний рід Ectopistes, оскільки довжина його крил і клиноподібна форма хвостового оперення відрізнялися від інших видів голубових. 1906 року Аутрам Бенґс припустив, що раз Лінней повністю скопіював текст Кейтсбі, то назва C. macroura повною мірою відноситься до мандрівному голубу, як і назва Ectopistes macroura. 1918 року Гаррі Обергольсер зазначив номенклатурний пріоритет назви C. canadensis (а значить і E. canadensis) над С. migratoria, так як в книзі Ліннея воно з'являється раніше. 1952 року Френсіс Геммінґ запропонував Міжнародній комісії із зоологічної номенклатури закріпити видову назву macroura за зенаїдою північною, а migratorius — за мандрівним голубом, оскільки так було написано у працях, які Лінней взяв за основу для свого опису. 1955 року пропозицію було схвалено комісією, яка закріпила за цими видами нові назви.

### Походження

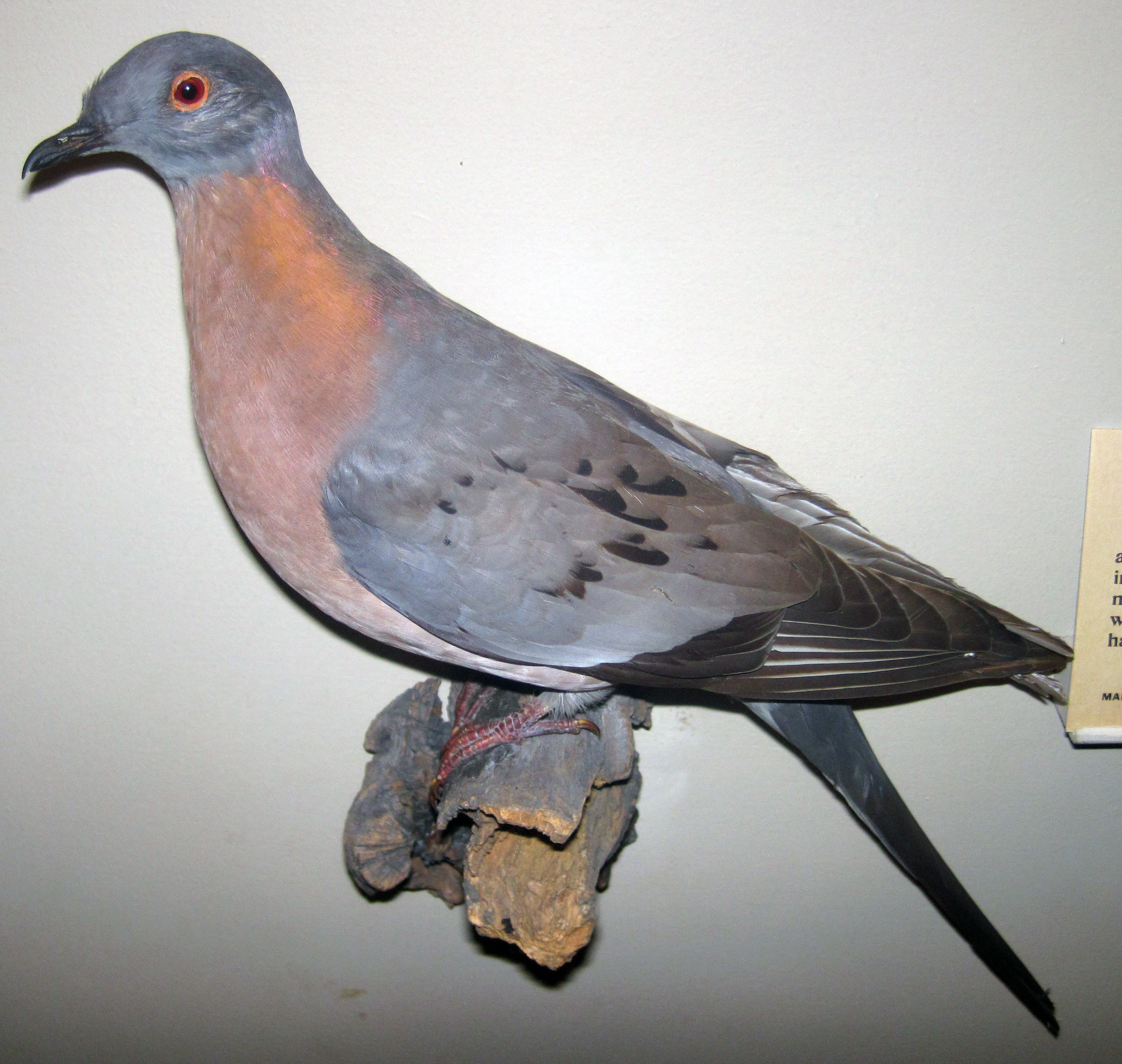
Опудало самця мандрівного голуба у Музеї природної історії ім. Філда

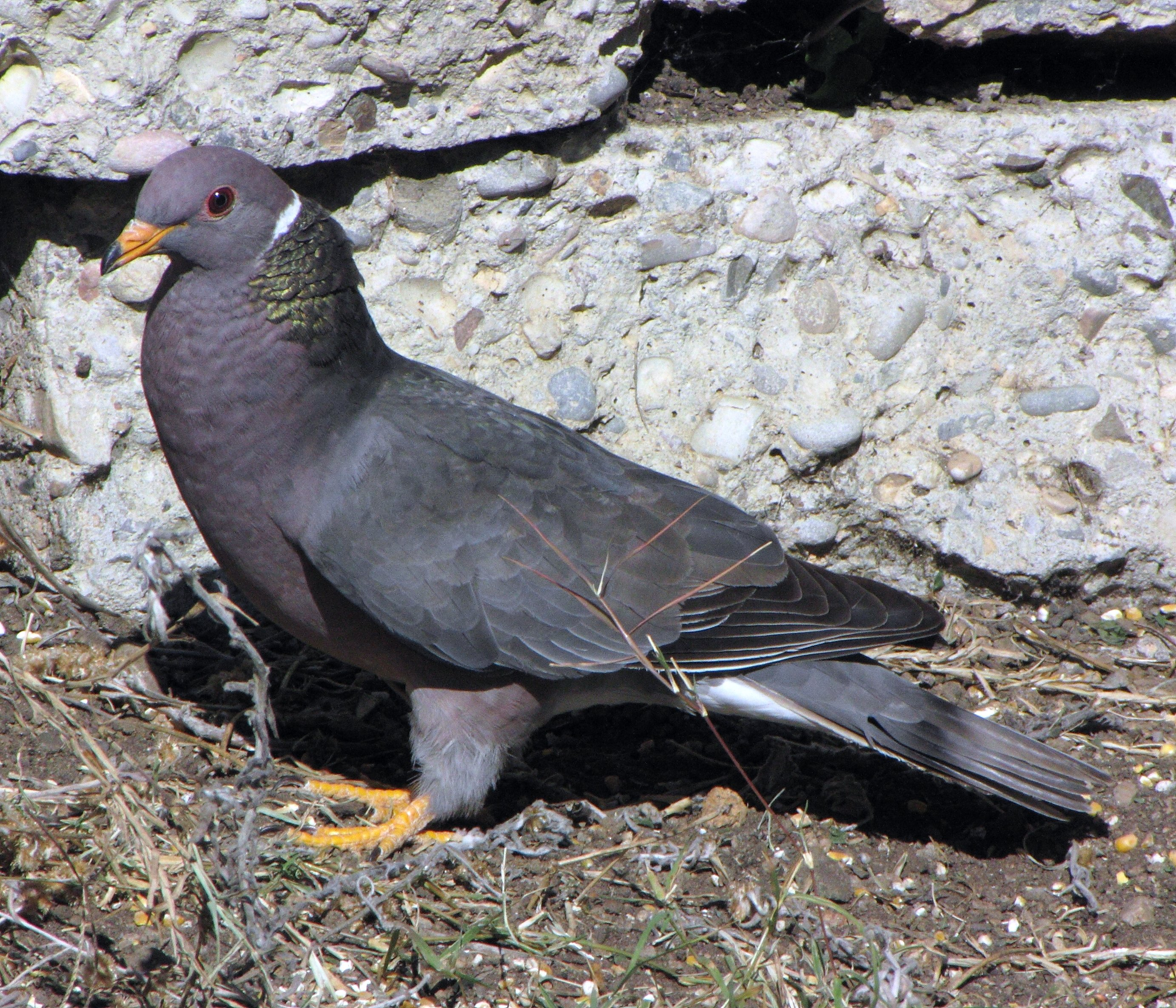
Голуб смугастохвостий, представник роду Patagioenas

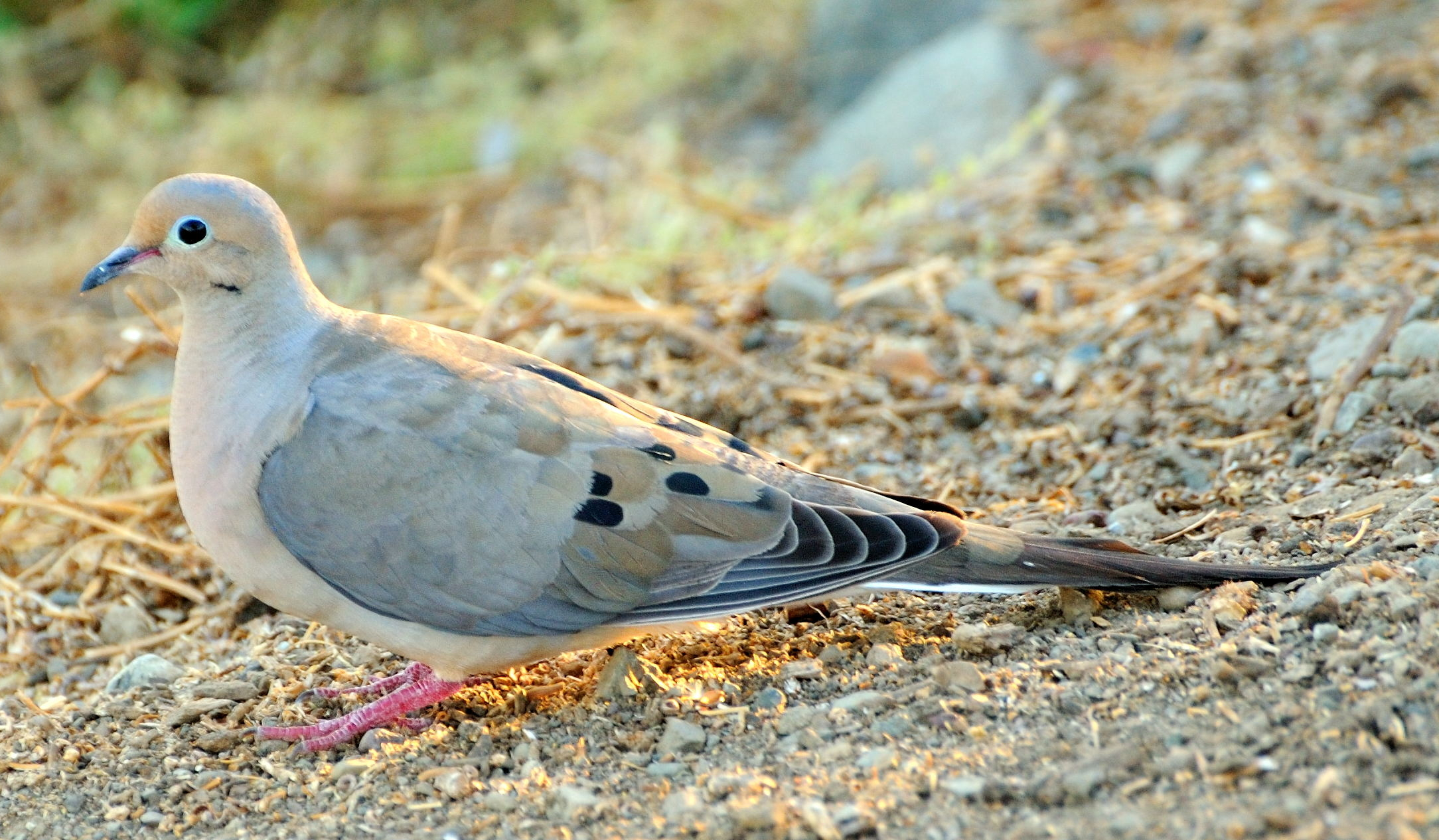
Схожа за будовою зенаїда північна, яка, втім, не є близьким родичем мандрівного голуба

Тривалий час через морфологічні подібності найближчими родичами мандрівного голуба вважалися зенаїди (Zenaida), особливо зенаїда північна (Zenaida macroura). Висувалося навіть припущення, що зенаїда північна належить до роду Ectopistes, Томас Брюер 1840 року привласнював їй видову назву Ectopistes carolinensis. Існувала також думка, що мандрівний голуб походить від зенаїд, пристосувавшись до рівнинних лісів центральної частини Північної Америки. Мандрівний голуб відрізнявся від зенаїд великими розмірами, відсутністю смуг на голові, наявністю статевого диморфізму, мінливим шийним оперенням, а також тим, що відкладав невелику кількість яєць. У дослідженні 2002 року, що проводилося під керівництвом американського генетика Бети Шапіро, сестринською групою мандрівних голубів було названо довгохвості горлиці (Macropygia). Крім того, з'ясувалося, що зенаїди знаходяться в близькій спорідненості з голубками (Geotrygon) і горличками (Leptotila).
Докладніше дослідження 2010-го встановило, що найближчими родичами мандрівного голуба є голуби роду Patagioenas, зокрема голуб смугастохвостий із західної частини Північної Америки. Вони, своєю чергою, доводяться родичами темним голубам (Turacoena), довгохвостим горлицям (Macropygia) і довгохвостим голубам (Reinwardtoena) з Південно-Східної Азії. Вимерлий вид також знаходиться в родинних стосунках зі звичайними голубами (Columba) і звичайними горлицями (Streptopelia). Автори дослідження вважали, що предки мандрівного голуба почали заселення Нового Світу з Південно-Східної Азії, зумівши перетнути Тихий океан або Берингову протоку (чи однойменний перешийок часів плейстоцену). 2012 року вперше було проведено генетичний розклад ядерної ДНК мандрівного голуба, що підтвердилов спорідненість з голубами Patagioenas. Автори нової праці, на відміну від дослідження 2010 року, прийшли до висновку, що спільні предки мандрівного голуба і його родичів зі Старого Світу могли з'явитися в неотропічному регіоні Нового Світу.
ДНК старих музейних експонатів часто руйнується і має розриви у послідовності, тому задля поліпшення способів аналізу і збору генома використовуються опудала. Зразки ДНК найчастіше беруться з подушечок пальців, оскільки це можна зробити без шкоди експонатам.
Нижче наведено кладограму, створену за результатами генетичного дослідження 2012 року. Кладограма показує систематичне положення мандрівного голуба серед його найближчих родичів:

|  | \| \| Macropygia (Довгохвості горлиці) \| \| \| \| \| \| Reinwardtoena (Довгохвості голуби) \| \| \| \| |
|  | |
|  | Turacoena (Темні голуби)                                                                                |
|  | |
|  | Macropygia (Довгохвості горлиці)                                                                        |
|  | |
|  | Reinwardtoena (Довгохвості голуби)                                                                      |
|  | |

|  | Macropygia (Довгохвості горлиці)   |
|  |                                    |
|  | Reinwardtoena (Довгохвості голуби) |
|  |                                    |

|  | Columba (Справжні голуби) |
|  |                           |
|  | Streptopelia (Горлиці)    |
|  |                           |

|  | \| \| Macropygia (Довгохвості горлиці) \| \| \| \| \| \| Reinwardtoena (Довгохвості голуби) \| \| \| \| |
|  | |
|  | Turacoena (Темні голуби)                                                                                |
|  | |
|  | Macropygia (Довгохвості горлиці)                                                                        |
|  | |
|  | Reinwardtoena (Довгохвості голуби)                                                                      |
|  | |

|  | Macropygia (Довгохвості горлиці)   |
|  |                                    |
|  | Reinwardtoena (Довгохвості голуби) |
|  |                                    |

|  | Columba (Справжні голуби) |
|  |                           |
|  | Streptopelia (Горлиці)    |
|  |                           |

|  | Patagioenas                   |
|  |                               |
|  | Ectopistes (Мандрівні голуби) |
|  |                               |

|  | \| \| Macropygia (Довгохвості горлиці) \| \| \| \| \| \| Reinwardtoena (Довгохвості голуби) \| \| \| \| |
|  | |
|  | Turacoena (Темні голуби)                                                                                |
|  | |
|  | Macropygia (Довгохвості горлиці)                                                                        |
|  | |
|  | Reinwardtoena (Довгохвості голуби)                                                                      |
|  | |

|  | Macropygia (Довгохвості горлиці)   |
|  |                                    |
|  | Reinwardtoena (Довгохвості голуби) |
|  |                                    |

|  | Columba (Справжні голуби) |
|  |                           |
|  | Streptopelia (Горлиці)    |
|  |                           |

|  | \| \| Macropygia (Довгохвості горлиці) \| \| \| \| \| \| Reinwardtoena (Довгохвості голуби) \| \| \| \| |
|  | |
|  | Turacoena (Темні голуби)                                                                                |
|  | |
|  | Macropygia (Довгохвості горлиці)                                                                        |
|  | |
|  | Reinwardtoena (Довгохвості голуби)                                                                      |
|  | |

|  | Macropygia (Довгохвості горлиці)   |
|  |                                    |
|  | Reinwardtoena (Довгохвості голуби) |
|  |                                    |

|  | Columba (Справжні голуби) |
|  |                           |
|  | Streptopelia (Горлиці)    |
|  |                           |

|  | Patagioenas                   |
|  |                               |
|  | Ectopistes (Мандрівні голуби) |
|  |                               |

|  | \| \| Macropygia (Довгохвості горлиці) \| \| \| \| \| \| Reinwardtoena (Довгохвості голуби) \| \| \| \| |
|  | |
|  | Turacoena (Темні голуби)                                                                                |
|  | |
|  | Macropygia (Довгохвості горлиці)                                                                        |
|  | |
|  | Reinwardtoena (Довгохвості голуби)                                                                      |
|  | |

|  | Macropygia (Довгохвості горлиці)   |
|  |                                    |
|  | Reinwardtoena (Довгохвості голуби) |
|  |                                    |

|  | Columba (Справжні голуби) |
|  |                           |
|  | Streptopelia (Горлиці)    |
|  |                           |

|  | \| \| Macropygia (Довгохвості горлиці) \| \| \| \| \| \| Reinwardtoena (Довгохвості голуби) \| \| \| \| |
|  | |
|  | Turacoena (Темні голуби)                                                                                |
|  | |
|  | Macropygia (Довгохвості горлиці)                                                                        |
|  | |
|  | Reinwardtoena (Довгохвості голуби)                                                                      |
|  | |

|  | Macropygia (Довгохвості горлиці)   |
|  |                                    |
|  | Reinwardtoena (Довгохвості голуби) |
|  |                                    |

|  | Columba (Справжні голуби) |
|  |                           |
|  | Streptopelia (Горлиці)    |
|  |                           |

|  | Patagioenas                   |
|  |                               |
|  | Ectopistes (Мандрівні голуби) |
|  |                               |

|  | \| \| Macropygia (Довгохвості горлиці) \| \| \| \| \| \| Reinwardtoena (Довгохвості голуби) \| \| \| \| |
|  | |
|  | Turacoena (Темні голуби)                                                                                |
|  | |
|  | Macropygia (Довгохвості горлиці)                                                                        |
|  | |
|  | Reinwardtoena (Довгохвості голуби)                                                                      |
|  | |

|  | Macropygia (Довгохвості горлиці)   |
|  |                                    |
|  | Reinwardtoena (Довгохвості голуби) |
|  |                                    |

|  | Columba (Справжні голуби) |
|  |                           |
|  | Streptopelia (Горлиці)    |
|  |                           |

|  | \| \| Macropygia (Довгохвості горлиці) \| \| \| \| \| \| Reinwardtoena (Довгохвості голуби) \| \| \| \| |
|  | |
|  | Turacoena (Темні голуби)                                                                                |
|  | |
|  | Macropygia (Довгохвості горлиці)                                                                        |
|  | |
|  | Reinwardtoena (Довгохвості голуби)                                                                      |
|  | |

|  | Macropygia (Довгохвості горлиці)   |
|  |                                    |
|  | Reinwardtoena (Довгохвості голуби) |
|  |                                    |

|  | Columba (Справжні голуби) |
|  |                           |
|  | Streptopelia (Горлиці)    |
|  |                           |

|  | Patagioenas                   |
|  |                               |
|  | Ectopistes (Мандрівні голуби) |
|  |                               |

Жодних підвидів у мандрівного голуба не виділяють. У вольєрі Чарльза

 Отіса Вітмена, який містив багатьох останніх представників виду, спійманих на рубежі XX століття, з'явився гібрид мандрівного голуба і горлиці-сміхун (Streptopelia risoria), котрий не мав потомства.

### Етимологія
Назва роду Ectopistes перекладається як «переношуваний з місця на місце» або «мандрівний», тим часом як видова назва migratorius вказує на міграційні особливості виду. Англійська назва «passenger pigeon» походить від французького слова «passager», що означає «проходити мимо», «скороминущим чином», і раніше було синонімом «дикого голуба». Зустрічалися, але рідко використовувалися назви «синій голуб», «мандрівна довгохвоста горлиця» і «деревний голуб». XVIII століття в Новій Франції мандрівний голуб був відомий як «tourte» або «tourtre». У сучасній французькій мові використовують назви «tourte voyageuse» або «pigeon migrateur». Алгонкінськими мовами корінних американців голуб згадується під такими назвами, як «amimi» мовою унамі, «omiimii» мовою оджибве і «mimia» мовою маямі-іллінойс. У індіанців також зустрічається «ori'te» могавкською і «putchee nashoba», тобто «втрачений голуб», чоктавською мовами. Сенеки називали голуба «jahgowa», що в перекладі означає «великий хліб», оскільки птах для племені був важливим джерелом їжі. Вождь Саймон Покаґон з племені потаватомі стверджував, що в його племені голуба називають «O-me-me-wog» і що європейці не запозичили це ім'я, оскільки воно нагадувало їм про одомашнених голубів. Замість цього вони називали мандрівних голубів «дикими».

## Опис

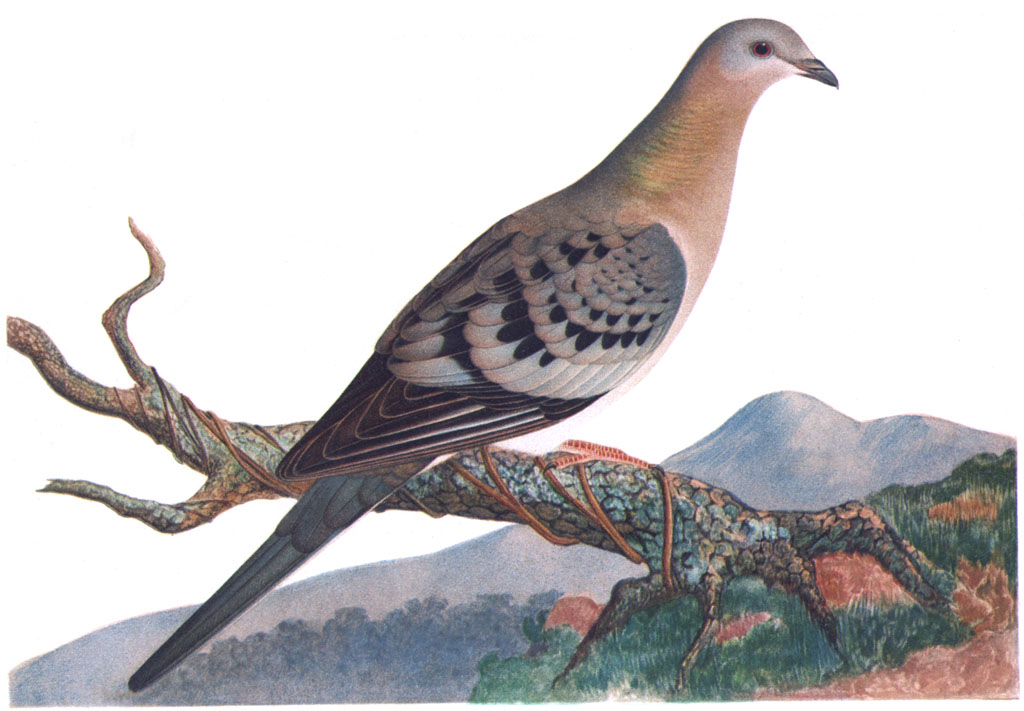
Ілюстрація з книги Вітмена початку 1920-их років

Мандрівний голуб був пристосований до тривалого, швидкісного і маневреного польоту. Ці птахи мали обтічнішу форму тіла, аніж справжні голуби, як-то сизий голуб; дуже довгі і загострені крила та довгий клиноподібний хвіст, на частку якого припадала більша частина довжини тіла, з двома довгими центральними кермовими пір'їнами. Голуб мав стрункий тулуб, що звужувався до хвоста, і порівняно невеликі шию і голову.
Загальна довжина тіла дорослого самця мандрівного голуба становила 39–41 см, маса — 260–340 грам. Голова, потилиця і спина пташки були блакитно-сірі, з прикметним переливчастим оперенням з боків і на задній частині шиї, яке в залежності від кута падіння світла могло бути яскраво-бронзовим, фіолетовим або золотисто-зеленим. Верхня частина спини і крила були світлі або синювато-сірі з оливково-коричневим відтінком, перехідний у сірувато-коричневий в нижній частині крила. Нижня частина спини і огузок були синьо-сірими, в районі верхнього покривного пір'я хвоста — сіро-коричневе; решта покривного пір'я була світло-сірою з декількома нерівномірними чорними плямами поблизу кінчиків. Першорядні і другорядні махові пера були червонувато-коричневими, по зовнішній стороні другорядного пір'я проходив вузький білий окрайок. Два центральні хвостові пера були буро-сірими, інші — білими. Під час польоту птаха було дуже помітно своєрідний візерунок на хвості, на білих зовнішніх краях якого виділялися чорнуваті плями. Нижня частина горла і груди були повністю рожево-рудого кольору, що переходив від блідо-рожевого до білого на череві і покривному пір'ї підхвістя, на котрому також було кілька чорних плям. Дзьоб був чорним, а пальці і плесно — яскравого коралово-червоного кольору. Райдужна оболонка, оточена вузьким пурпурно-червоним очним кільцем, була карміново-червоною. Довжина крила самця становила 19,6–21,5 см, хвоста — 17,5–21,0 см, дзьоба — 1,5–1,8 см, плесна — 2,6–2,8 см.
Для мандрівного голуба був притаманний статевий диморфізм, що виявлявся в розмірах і забарвленні. Доросла самка була трохи менша за самця, довжина її тіла складала 38–40 см. Оперення самиці було не таким яскравим, як у самців: чоло, верхівка і область від потилиці до лопаток були сірувато-коричневими, а оперення з боків шиї було менш мінливим, аніж у самців. Темно-сірий колір нижньої частини горла і грудей переходив у білий на череві і покривному пір'ї підхвістя. Верхня сторона тулуба самок була коричневою, нижня — світло-вохристою, з невеликою домішкою рудого кольору. Крила, спина і хвіст мали таке ж забарвлення, як у самців, окрім зовнішнього окрайку першорядних махових пер, що мала вохристу або червінькову облямівку. Самки відрізнялися коротким хвостом, блідо-червоними пальцями і плесном, а також великою кількістю плям на крилах. Райдужна оболонка була помаранчево-червона із сірувато-блакитним кільцем навкруг. Довжина крила самиці була 18,0–21,0 см, хвоста — 15,0–20,0 см, дзьоба — 1,5–1,8 см, плесна — 2,5–2,8 см.

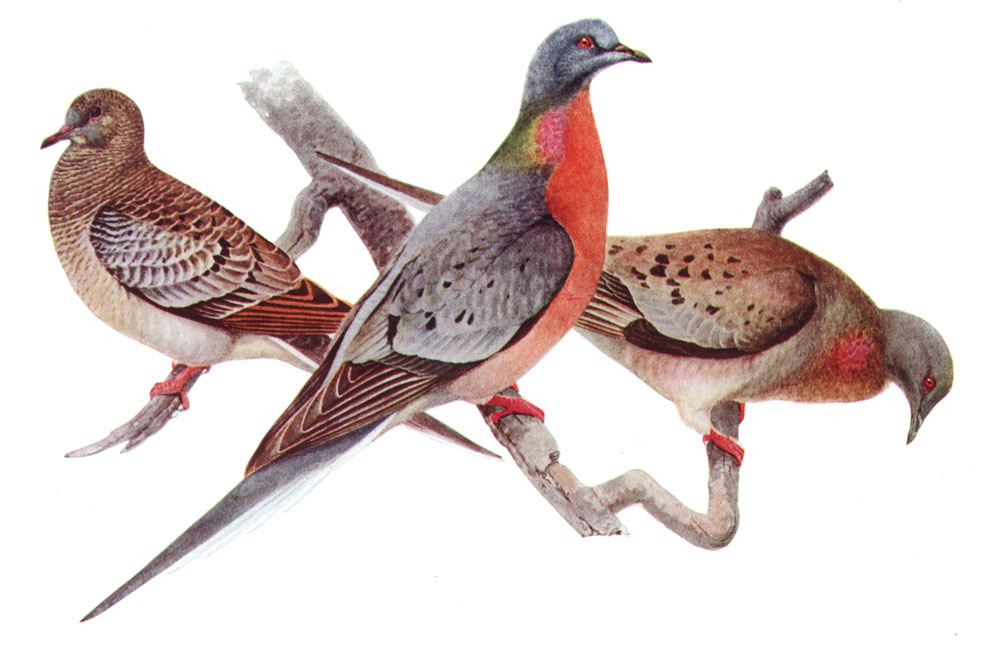
Молода особина (ліворуч), самець (посередині) і самиця (праворуч), Луїс Аґассіз Фуертес, 1910 р.

Оперення молодих птахів нагадувало оперення дорослих самок, але без чорних плям на крилах і з темнішими буро-сірими головою, шиєю і грудьми. Світло-сірі смуги на пір'ї крил надавали їм лускатий вигляд. Другорядні махові пера були буро-чорними зі світлою облямівкою, а третьорядні — рудувато-білими. Першорядні махові пера також мали рудо-коричневу облямівку. Шийне оперення не переливалося на світлі. Плесно і пальці були темно-червоними, а райдужна оболонка — коричневою, з вузьким карміновим кільцем навколо. Протягом першого року життя у самців і самок було однакове оперення.
Із сотень збережених експонатів тільки на одному з них було виявлено аномалію в забарвленні — у дорослої самиці з колекції Волтера Ротшильда в Музеї природознавства в Трінзі. Верхня сторона її тулуба, покривні крил, другорядні махові і хвостові пера були розпливчастого коричневого кольору, а першорядні махові пера і нижня сторона тулуба — білими. Зазвичай темні плями були бурого кольору, проте на голові, в нижній частині спини і на покривному пір'ї надхвістя вони блідо-сірі і без переливів. Дана мутація є наслідком зниження рівня евмеланіну через неповне окислення цього пігменту. Ця статева мутація поширена серед диких самок, проте є припущення, що біле оперення експоната — наслідок впливу сонячних променів.

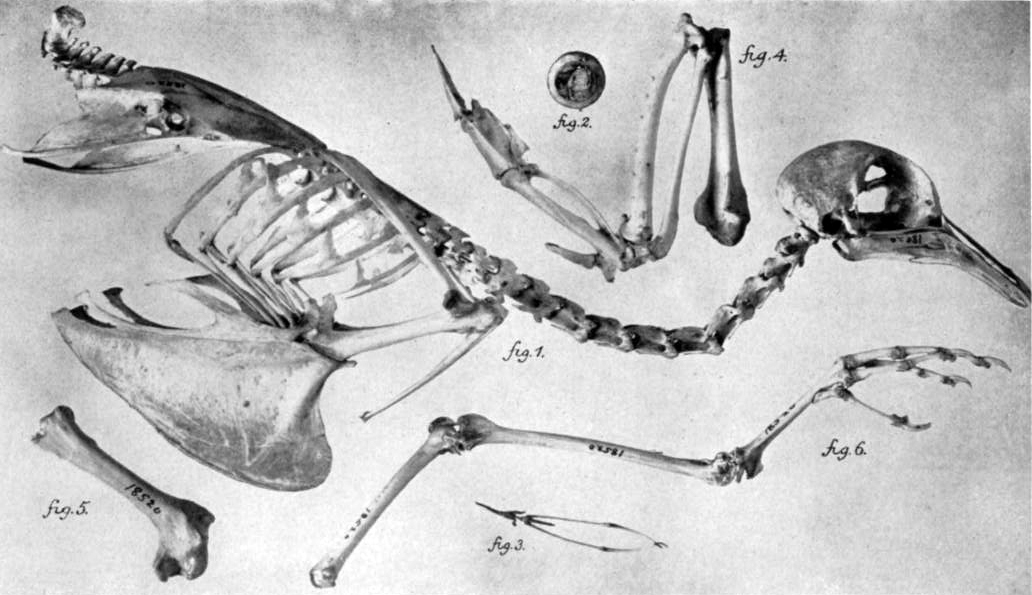
Скелет самця, 1914 рік

Описи внутрішньої анатомії мандрівного голуба рідкісні. Роберт Шуфельдт під час дослідження скелета самця 1914 року виявив мало відмінностей в остеології мандрівного та інших голубів, проте у докладнішому дослідженні Джуліана Гюма 2015 року було виявлено кілька відмінних рис. У мандрівного голуба були особливо великі грудні м'язи, які вказують на те, що птах багато часу проводив у польоті: при посадці скорочувався великий грудний м'яз, а при підйомі малий. Коракоїд, що з'єднує лопатки, вилочку і груднину, мав великі розміри порівняно з іншими кістками: довжина становила 33,4 мм, а тіло довгої кістки і суглоби більші, ніж у інших голубів. Вилочка була крупнішою, мала V-подібний обрис і широкі суглоби. Також були довгі, рівні й масивні лопатки з широкими дистальними закінченнями. Груднина була дуже великою і міцною порівняно з іншими голубами: її кіль досягав 25 мм заввишки. Перекривні гачкоподібні відростки ребер, які надавали пружність грудній клітці, були досить добре розвинені. Кістки крила (плечова, променева, ліктьова і п'ястно-зап'ястна) були короткими, але масивнішими, ніж в інших голубів. Плесно не відрізнялося від інших голубів.

### Вокалізація

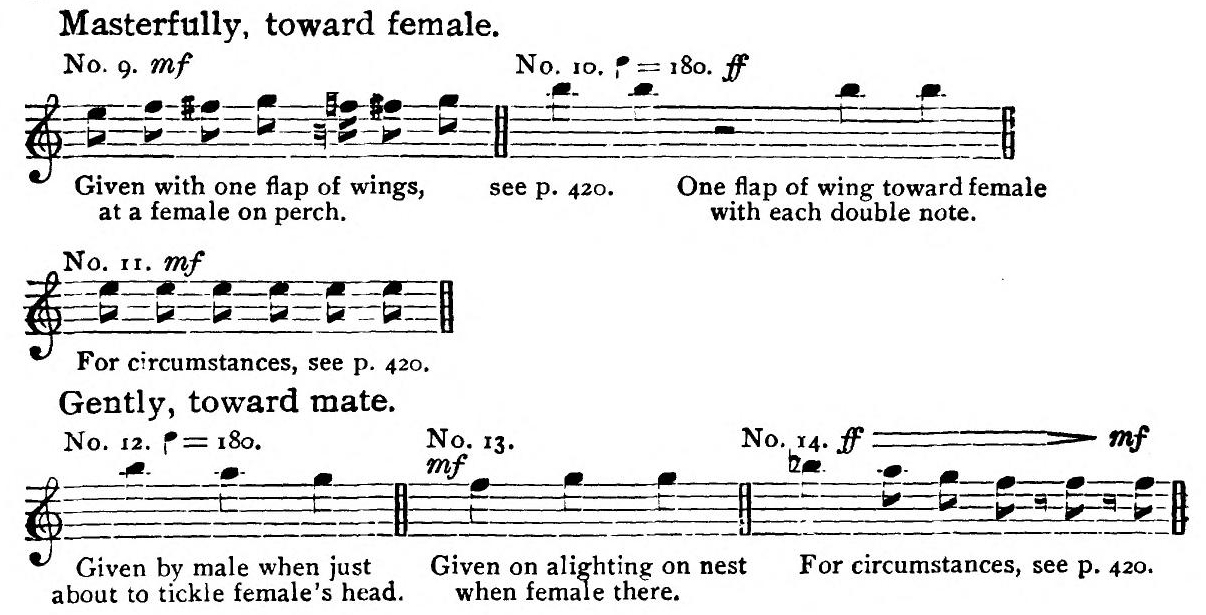
Нотний запис вокалізації самця, складена Воллесом Крейґом 1911 року

Оглушливий гамір, створюваний зграєю мандрівних голубів, розносився на милі навколо, а вокалізація здавалася гучною, різкою і немелодійною й описувалася як кудкудакання, щебетання і воркування. Послідовність з низьких нот мало чим нагадувала справжню пісню. Під час будівництва гнізда птахи видавали квакливі звуки, а при спарюванні імітували дзвін дзвіночків. Під час годування і в разі небезпеки окремі особини видавали кличі тривоги, які підхоплювали інші птахи в зграї під час зльоту.
1911 року американський учений Воллес Крейґ оприлюднив статтю про знаки і гасла у вигляді низки описів і нотних записів, заснованих на спостереженні за птахами в вольєрі Вітмена 1903 року. Крейґ збирав ці записи в надії знайти вцілілих диких особин, оскільки схожих за будовою північних зенаїд можна було сплутати з мандрівними голубами. Він зазначив, що ці «мізерні відомості», швидше за все, стануть єдиними матеріалами про вокалізацію. За словами Крейґа, один клич був простим різким «кек», яке могло видаватися два рази поспіль з павзою між ними. Вважається, що цей поклик використовувався для залучення уваги іншого голуба. Ще одним гаслом було прискорене і змінне воркування. Воно було схоже на «кі-кі-кі-кі» або «тете-тете-тете» і використовувалося або для привернення самця, або для відлякування ворогів. Один з різновидів цього поклику описувався як довге, протяжне цвірінькання, що видавалися для привернення пролітної повз зграї голубів, яка потім приземлялася на сусідні дерева. Гук «кіііху» був м'яким воркуванням, що слідувало за гучним «кек» або бурчанням, і був закликом до спаровування. Під час гніздування мандрівний голуб також видавав мелодію з не менше восьми нот різних тонів, яка закінчувалася сигналом «кіііху». Самиці в цілому були тихішими і рідко воркували. Крейґ припустив, що оглушлива, різка вокалізація і «немелодійні» пісні є наслідком способу життя густонаселених колоній, де можна було почути тільки найгучніші звуки.

## Поширення і середовище існування

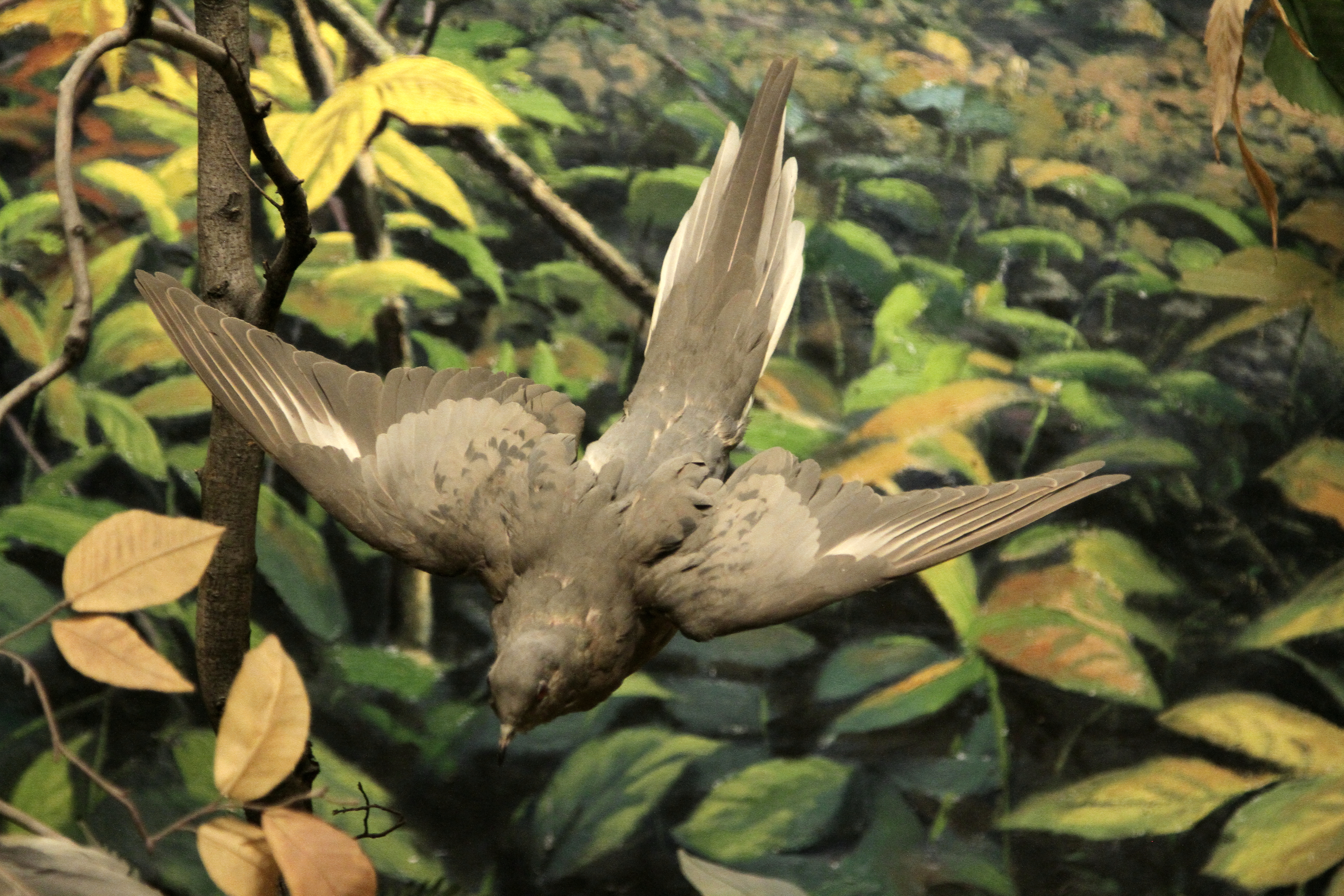
Експонат в позі польоту, Академія наук Дрексельского університету

Мандрівний голуб зустрічався на більшій частині Північної Америки на схід від Скелястих гір: від Великих рівнин до Атлантичного узбережжя на сході, південної Канади на півночі і північних районів штату Міссісіпі на півдні. В цілому ареал виду збігався з його головною місцем існування — східними широколистяними лісами. В межах цієї території голуб постійно мігрував в пошуках їжі й укрить. Цілком ймовірно, перевага віддавалася тим видам дерев, які могли б прогодувати цілу зграю. Вид розмножувався на території від східної і центральної частин південної Канади до східного Канзасу, Оклахоми, штату Міссісіпі і Джорджії, проте основний гніздовий ареал лежав у південному Онтаріо та околицях Великих озер в напрямку штатів на півночі гірської системи Аппалачі. Хоча екологічно західні ліси були схожі на східні, вони були зайняті смугастохвостими голубами, які, ймовірно, не пускали мандрівних голубів до своїх країв через конкурентне витіснення.
Зимував мандрівний голуб землями від Арканзасу, Теннессі і півдня Північної Кароліни до узбережжя Техасу і північної Флориди, проте зграї іноді зустрічалися на півдні Пенсільванії і Коннектикуту. Птахи воліли великі болота, особливо в зарості вільхових дерев. При відсутності боліт зимували в лісових місцинах, особливо серед хвойних дерев. Голубів зрідка спостерігали за межами основного ареалу, зосібна в ряді західних штатів, на Бермудах, Кубі і в Мексиці, особливо під час суворих зим. Ще рідкісніші повідомлення про особин мандрівного голуба надходили з Шотландії, Ірландії та Франції і належали або до збіглих птахів, або до інших видів, яких помилково приймали за мандрівних голубів.
На території 25 американських штатів і провінцій, зокрема в каліфорнійському Ранчо Ла-Брея, було виявлено понад 130 останків мандрівних голубів. Вік цих знахідок, утворених ще за часів плейстоцену, близько 100 тисяч років. Водночас область поширення голуба простягалася до західних штатів, які не були частиною його відомого ареалу. Чи зустрічався він удосталь протягом цього часу і в цих регіонах, невідомо.

## Екологія та поведінка

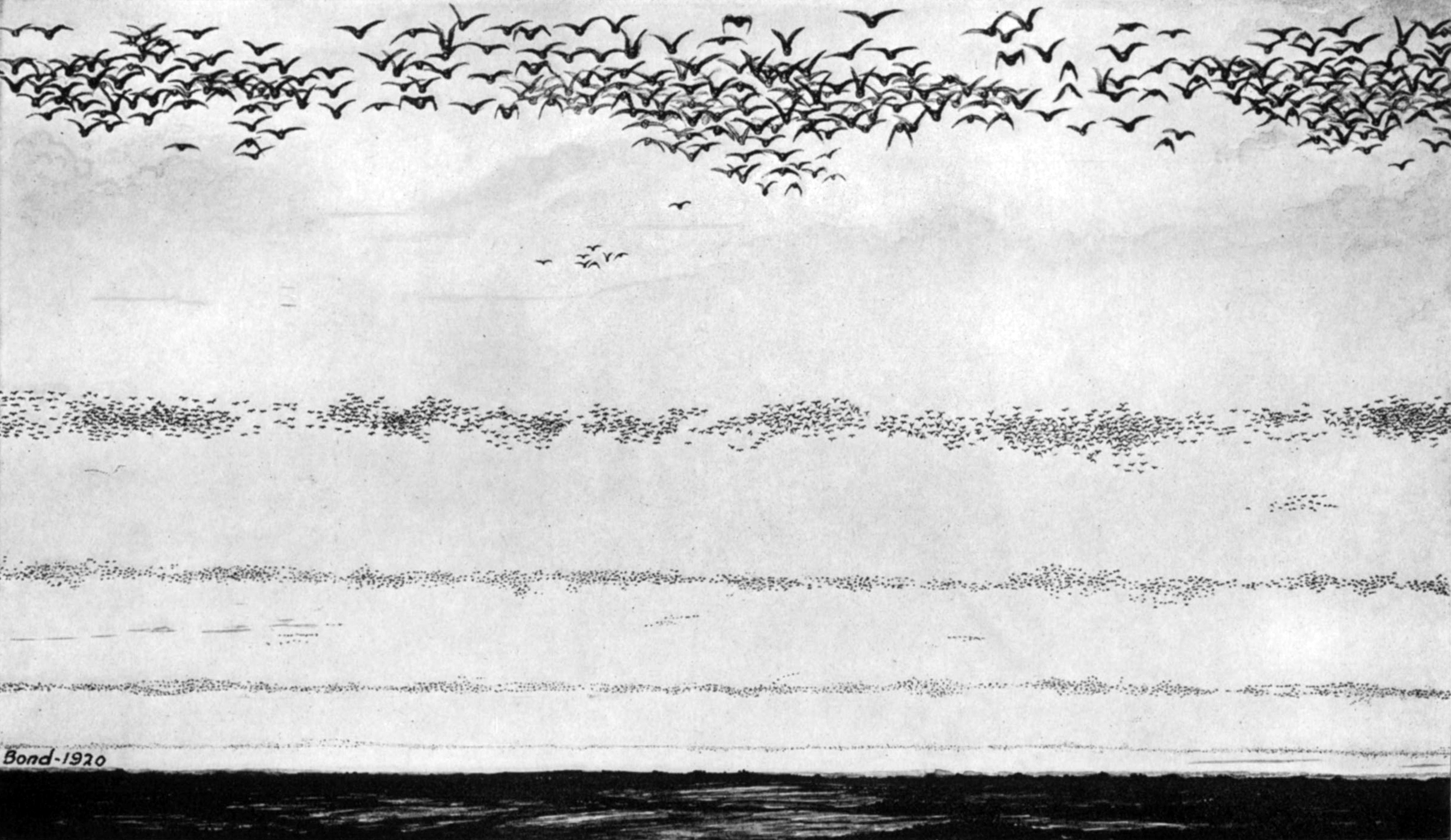
Зображення мандрівної зграї, Френк Бонд, 1920 рік

Мандрівний голуб був одним з найсуспільніших серед усіх «наземних» (не морських, водоплавних або навколоводних) птахів. За оцінками, пік чисельності становив від 3 до 5 мільярдів, що робило його найчисленнішим птахом на Землі. Дослідник Арлі Шоргер припустив, що на частку цього виду доводилося від 25 до 40% від загального числа «наземних» птахів у Сполучених Штатах, і його чисельність приблизно еквівалентна кількості усіх птахів, що зимують в США на початку XXI століття. У південному Онтаріо 1866 року було описано зграю 1,5 км завширшки і 500 км завдовжки, яка пролетіла за 14 годин, при цьому в ній знаходилося понад 3,5 млрд птахів. Американський письменник Крістофер Кокінос порахував, що якби птиці летіли змійкою, то вони б обігнули Землю 22 рази. В основному повідомлення щодо чисельності птахів ґрунтувалися на кочових колоніях, і невідомо, скільки їх було насправді. Генетичне дослідження 2014 роки (на основі коалесцентної теорії) показало, що чисельність мандрівного голуба стрімко змінювалася протягом декількох останніх мільйонів років в залежності від наявності корму (насіння). Зазвичай вона становила одну десятитисячну від чисельності в 1800-их роках, коли вона піднялася до декількох мільярдів. Такі сильні коливання могли стати наслідком порушень екосистеми, і чим сильніше вони були, тим частіше спостерігався сплеск чисельності птахів.
Мандрівний голуб вів кочовий спосіб життя, постійно мігруючи в пошуках їжі, укриття і місць гніздування. 1831 року американський натураліст і митець Джон Джеймс Одюбон, який спостерігав міграцію 1813 року, в своїй «Орнітологічній біографії» описував її наступним чином:

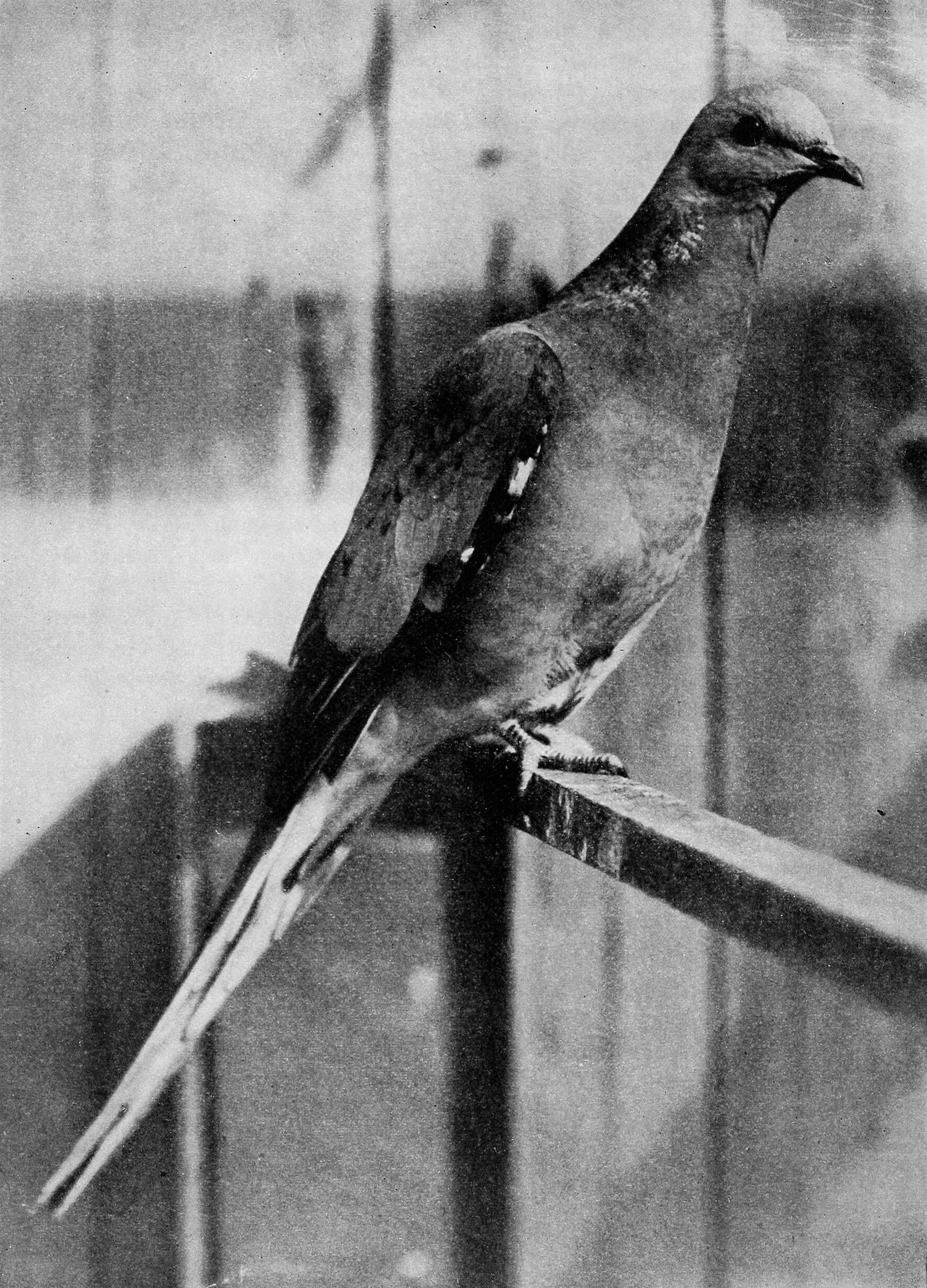
Живий самець у вольєрі Вітмена, 1896–1898 роки

| Я зліз з коня, сів на височини і почав позначати олівцем кожну пролетілу зграю. Незабаром я виявив що завдання нездійсненне, оскільки птиці зливалися в незліченні зграї, я встав і, порахувавши позначки, виявив, що зробив їх 163 за двадцять одну хвилину. Я рушив далі і зустрів їх ще більше. Небо буквально кишіло голубами; полуденне світло зникло, немов при затемненні; послід залишав плями, майже як танучий сніг, а постійний шум крил присипляв мої відчуття… Я не можу описати вам виняткову красу їхніх небесних маневрів, коли у хвостову частину зграї влетів яструб. Тієї миті, немов стрімкий потік з гуркотом грому, вони кинулися в щільну купу, затискаючи один одного. Цими суцільними масами вони мчали вперед хвилеподібними і нескладними рядами, знижувалися і проносилися прямо над землею з незбагненною швидкістю, злітали прямовисно, нагадуючи величезний стовп, а коли були високо, утворювали кола і вихори усередині їхніх безперервних рядів, які тоді нагадували кільця велетенського змія… Перед заходом сонця я добрався до Луїсвілла, що знаходився за п'ятдесять п'ять миль від Гардінсбурґу. Голуби і досі летіли нескінченним потоком, і це тривало протягом трьох днів поспіль. Оригінальний текст (англ.) I dismounted, seated myself on an eminence, and began to mark with my pencil, making a dot for every flock that passed. In a short time finding the task which I had undertaken impracticable, as the birds poured in countless multitudes, I rose and, counting the dots then put down, found that 163 had been made in twenty-one minutes. I traveled on, and still met more the farther I proceeded. The air was literally filled with Pigeons; the light of noon-day was obscured as by an eclipse; the dung fell in spots, not unlike melting flakes of snow, and the continued buzz of wings had a tendency to lull my senses to repose… I cannot describe to you the extreme beauty of their aerial evolutions, when a hawk chanced to press upon the rear of the flock. At once, like a torrent, and with a noise like thunder, they rushed into a compact mass, pressing upon each other towards the center. In these almost solid masses, they darted forward in undulating and angular lines, descended and swept close over the earth with inconceivable velocity, mounted perpendicularly so as to resemble a vast column, and, when high, were seen wheeling and twisting within their continued lines, which then resembled the coils of a gigantic serpent… Before sunset I reached Louisville, distant from Hardensburgh fifty-five miles. The Pigeons were still passing in undiminished numbers and continued to do so for three days in succession. — |

Згідно з описами, зграї були настільки щільними, що затьмарювали небо, не залишаючи просвітів. Зграї летіли на висоті від 1 (тільки у вітряну погоду) до 400 м і, як правило, з'єднувалися в вузькі звивисті і хвилеподібні колони. За ватажком слідувала досвідчена група особин, швидкість птахів в котрій оцінювалася у середньому в 100 км/ч. Помахи крил були частими і швидкими, і чим ближче перебували крила до тулуба, тим швидше була швидкість пташки. Мандрівний голуб в рівній мірі спритно і швидко літав як в лісі, так і на відкритих просторах; зграї збивалися разом, щоб рятуватися від хижаків. Перед приземленням голуб часто кліпав крилами, а на землі був незграбним, рухався уривчастими, обережними кроками.
Віддаючи перевагу колективним ночівлям, мандрівні голуби вибирали місця, які могли надати їм укриття і достатньо їжі. Час однієї ночівлі залежав від ступеня переслідування людиною, погодних умов та інших невідомих чинників. Території ночівель були різної площі, від декількох гектарів до 260 км² і навіть більше. Одні території використовувалися багаторазово в різні роки, а інші — тільки один раз. Мандрівні голуби влаштовувалися на нічліг в такій кількості, що навіть товсті гілки на деревах могли ламатися від ваги птахів. Особи часто навалилися на спини один одного і спали, згорнувшись в клубочок і сховавши пальці. Дзьоби вони притискали до грудей, утримуючи хвіст під кутом 45°. Під час таких ночівель під деревами накопичувався послід більше 30 см заввишки.

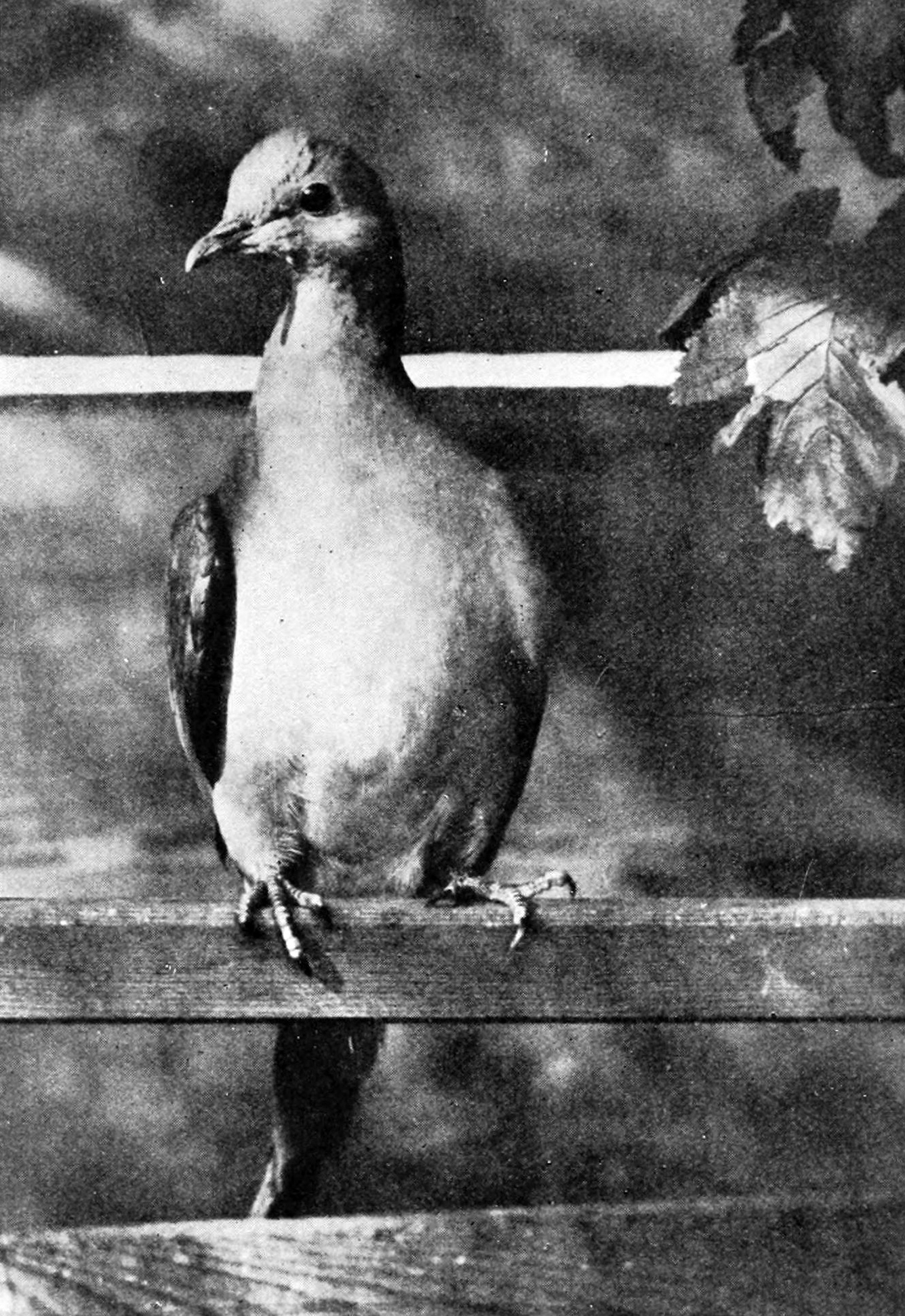
Стривожена доросла особина визивно позує перед камерою

Якщо голубу загрожувала небезпека, він витягав голову і шию над тулубом, а потім робив ними кругові рухи. При зіткненні з іншим голубом, він загрозливо розправляв крила, хоча бійок майже ніколи не виникало. Голуби купалися на мілководді, потім по черзі піднімали і сушили крила. Мандрівний голуб пив принаймні раз на день, зазвичай на світанку, повністю занурюючи свій дзьоб у воду. Щоб попити, голуби вилазили один одному на голови, а при необхідності виходили у відкриту воду. Однією з основних причин природної смертності була погода, через ранню весняну кочівлю на північ більшість тварин гинули від холоду. Спійманий мандрівний голуб міг прожити в неволі не менше 15 років. Марті, останньому з відомих живих представників виду, було принаймні 17 років, коли її спіймали, і 29 — перед смертю. Тривалість життя мандрівного голуба в дикій природі невідома.
Птах відігравав важливу екологічну роль в житті доколоніальних лісів східної частини Північної Америки. Того часу в лісах переважали білі дуби, які проростали восени, що не давало голубам можливості харчуватися їх насінням в весняний період розмноження; кормом служили жолуді червоних дубів, які дозрівали навесні. Ймовірно, той факт, що мандрівний голуб не харчувався насінням білих дубів, привів до сучасного панування червоних дубів. Після того, як голуби покидали місця ночівель, деякі види дерев відновлювалися дуже довго через величезну кількість посліду. Голуби залишали після себе легкозаймисті матеріали (зламані гілки і мертве листя), що, ймовірно, збільшувало частоту і потужність лісових пожеж, що руйнували поверхневий рослинний шар. Ці обставини сприяли розвитку стійких до пожеж видів дубів (великопліді, чорні і білі). З цих причин частина екологів помістила мандрівного голуба до числа ключових видів. Американські каштани, плодами яких переважно харчувався голуб, виявилися на межі зникнення через завезену 1905 року Cryphonectria parasitica. Як наслідок в наступні десятиліття загинуло тридцять мільярдів дерев, проте вимерлий натоді в дикій природі голуб вже не мав до цього відношення.
Після зникнення мандрівного голуба через високу доступність насіння дуба, бука і каштану різко зросла чисельність білоногих хом'ячків. Девід Блокштейн вважає, що це призвело до сильного поширенню хвороби Лайма, оскільки білоногі хом'ячки є переносником боррелій виду Borrelia burgdorferi.

### Харчування

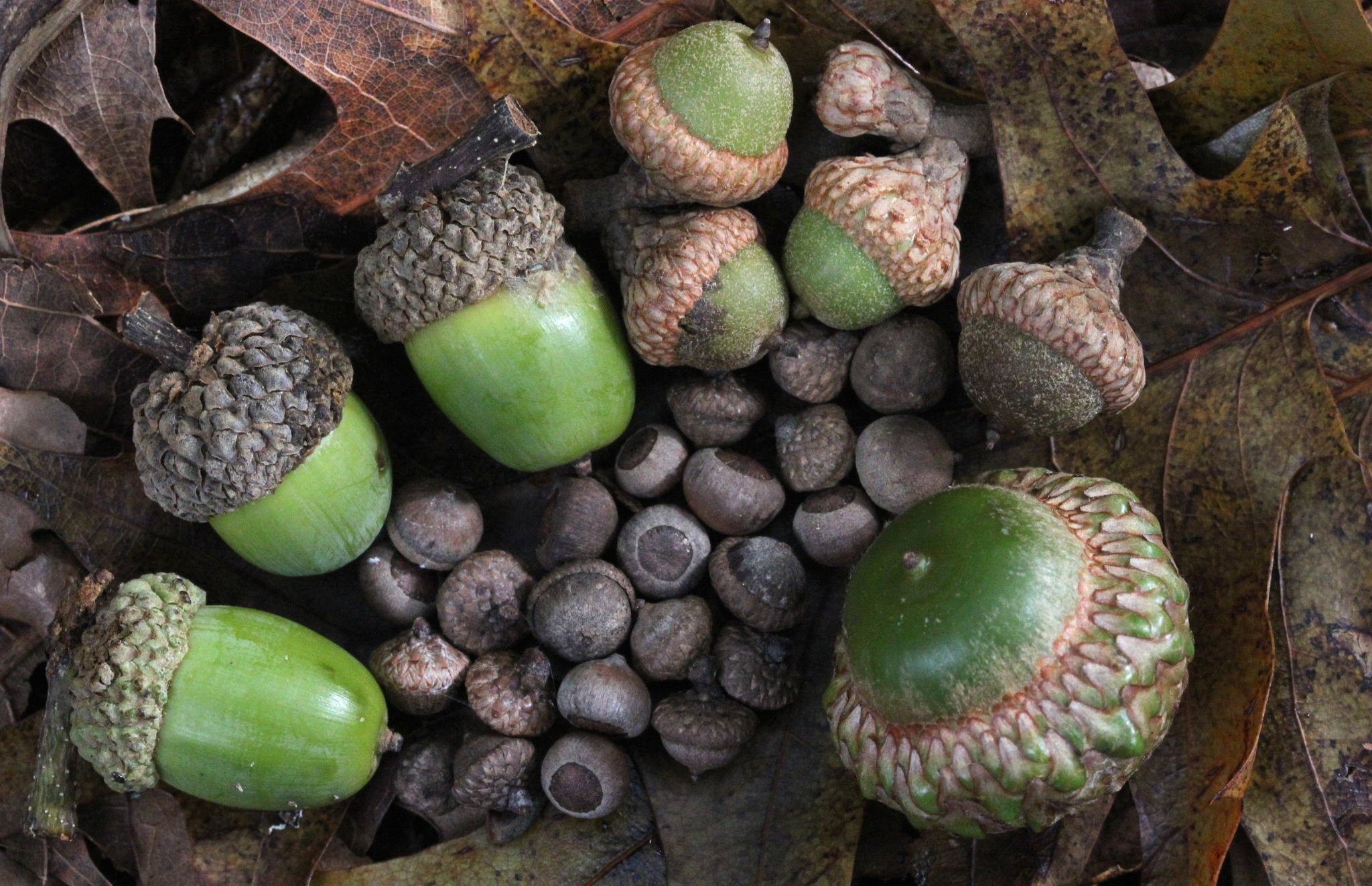
Жолуді різних видів дубів з Південної Кароліни, що входили до раціон птаха

Для будівництва гнізд і ночівлі зграям були необхідні букові і дубові дерева. Мандрівний голуб міняв свій раціон в залежності від пори року. Восени, взимку і навесні він здебільшого харчувався горіхами, жолудями і каштанами. Влітку основною їжею були такі ягоди і м'які плоди, як чорниця, виноград, вишня, шовковиця, лаконос американський і дерен канадський. Голуб також харчувався хробаками, личинками комах, черевоногими м'якунами та іншими безхребетними, особливо під час розмноження. Мандрівний голуб не гидував зерновими культурами, особливо гречкою. Улюбленими ласощами була сіль, яку він здобував або з водних джерел, або з ґрунтів. Велика кількість насіння дерев рідко зустрічається в одному місці кілька років поспіль, що було однією з причин, по якій великі зграї постійно кочували. Яким чином птахи знаходили це непостійне джерело їжі, невідомо, однак їхні зір і можливості польоту допомагали їм у дослідженні великих територій.
Для здобуття покорму десятки і сотні тисяч голубів, які копишалися в листі, бруду і снігу, збиралися в зграї. Політ такої зграї в пошуках їжі було описано одним спостерігачем як навперемінне явище, де прикінцеві птахи пролітали вперед зграї, гублячи в польоті листя і траву. Для найкращого дослідження місцевості в пошуках їжі зграї рухалися широким гребенем. Коли горіхи були готові відокремитися від своїх плюсок, голуб сідав на гілку, жваво розмахуючи крилами для збереження рівноваги, хапав плід, відділяв його від плюски і ковтав цілком. Після годівлі зграя могла на своєму шляху знищити майже усі плоди і горіхи. Для дослідження незнайомих місцевостей прикінцеві птахи ставали попереду зграї, але вони ніколи далеко не відлітали від неї і поспішали повернутися до зграї. Вважається, що мандрівні голуби використовували поклики для оповіщення про знаходження великих джерел їжі, і якщо помічали на землі інших голубів, що годуються, то часто приєднувалися до них. Удень птахи залишали свої місця ночівель і шукали їжу на відкритих ділянках, щодня відлітаючи на 100–130 км, а деякі голуби, за повідомленнями, — на 160 км, вирушаючи на світанку і повертаючись вночі.
У голуба були дуже розтяжні рот і глотка, що збільшували місткість, а також суглоб в нижній частині дзьоба, що дозволяв ковтати жолуді цілком. Велику кількість їжі вони зберігали у своєму волі, який міг розширюватися до розміру апельсина. При великій конкуренції в зграї птахи могли швидко ковтати будь-яку їжу. Відомо, що в зобі могло вміститися 17 жолудів або 28 горіхів, 11 кукурудзяних зерен, 100 кленових крилаток та іншого насіння. Було підраховано, що для виживання мандрівні голуби з'їдали близько 61 см³ їжі в день (при чисельності понад 3 млрд це становить 210 000 000 літрів їжі в день). Падіння підстреленого голуба з повним волом описувалося як брязкальце з купи кульок. Після годування голуби влаштовувалися на гілках і протягом ночі переварювали їжу, яка зберігалася в їхньому волі. При знаходженні улюбленої їжі голуб міг також відригувати їжу зі свого вола.

### Розмноження

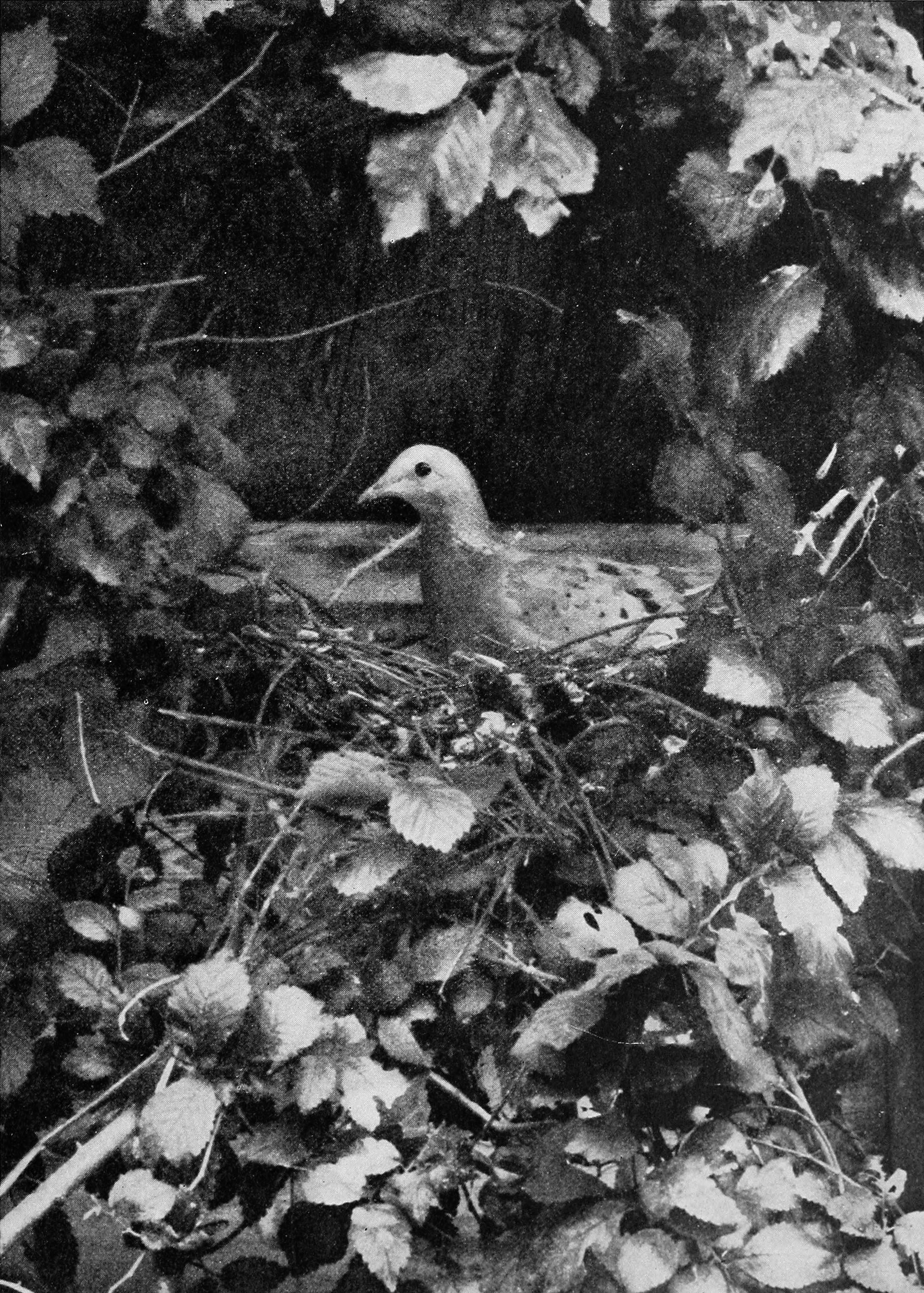
Пташка, що висиджує кладку, в неволі

Крім пошуку місць для ночівель, під час кочівель мандрівні голуби досліджували місцини, придатні для будівництва гнізда і вирощування пташенят. Найімовірніше, що птахи виводили потомство один раз на рік, хоча в деяких повідомленнях говорилося про частіше розмноженні. Пора гніздування тривала від чотирьох до шести тижнів. У південній частині ареалу зграя прибувала в район гніздування в березні, а у північніших областях — через ще деякий час. Голуб не дотримався якого-небудь одного місця, часто вибираючи щороку іншу область гніздування. Як правило, гніздові колонії утворювалися наприкінці березня, у квітні або травні.
Колонії, іменовані «містами», були величезними, їхній розмір варіював від 49 га до тисячі гектарів. Через топографічні причини вони рідко були суцільними, найчастіше маючи довгу і вузьку L-подібну подобу з деякими недоторканими, з невідомих причин, областями. Оскільки точні задокументовані дані відсутні, неможливо оцінити розміри і чисельність цих гніздових областей, проте в більшості повідомлень говорилося про мільйони птахів. Найбільшою задокументованої областю гніздування 1871 року був центральний Вісконсин, де на території 2200 км² чисельність птахів за приблизними оцінками становила близько 136 мільйонів особин. Також з цих «міст» надходили регулярні повідомлення про наявність малих зграй і навіть про окремі пари, що будують гнізда. Мабуть, птахи не будували великі гніздові колонії на периферії ареалу.
Процес залицяння проходив в гніздових колоніях і, на відміну від інших голубів, на гілці або жердинці. Спочатку самець махав крилами коло самки і видавав звук «кек», потім міцно чіплявся за гілку і бадьористо ляскав крилами. Наближаючись до самки, самець високо піднімав голову, притискався до неї і дивився на неї. У разі згоди самиця у відповідь притискалася спиною до самця. Перед спарюванням самець і самка доглядали один одного. Потім слідував пташиний поцілунок, під час якого самка на секунду затискала дзьоб самця, а потім пара швидко поділялася. Самець залазив на спину самки і відбувалося спарювання, за яким слідувало м'яке кудкудакання, а іноді ще одне залицяння. Джон Джеймс Одюбон описував залицяння наступним чином:

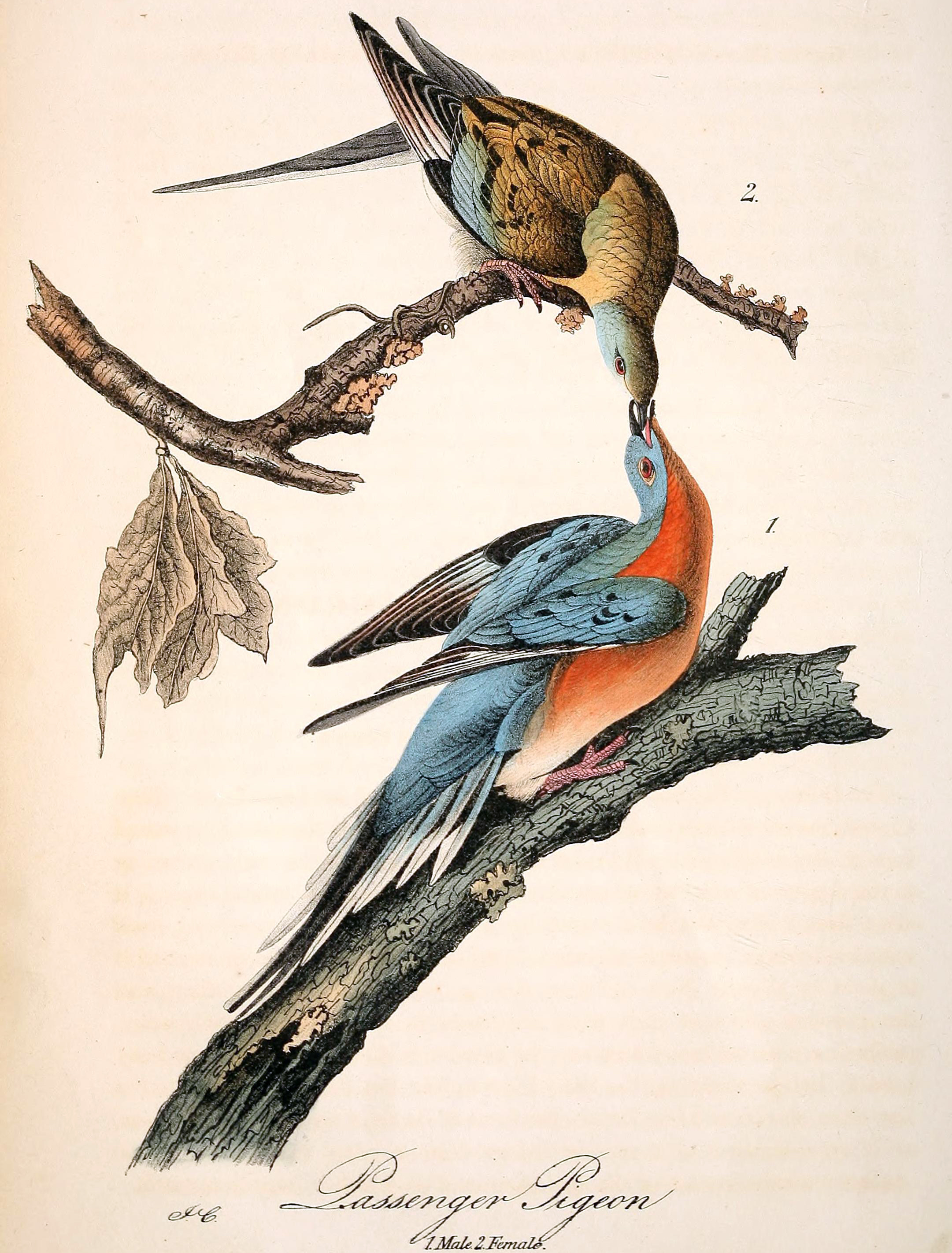
Пара, що цілується, з книги «Птахи Америки» Джона Джеймса Одюбона, 1827—1838

| Сюди прибудуть незліченні міріади і приготуються виконати один з великих законів природи. За цього часу спів голуба — м'яке «ку-ку-ку-ку», набагато коротше порівняно з одомашненими видами. Звичайний їхній спів нагадує односкладове «кі-кі-кі-кі», спочатку гучне, потім поступово згасаюче. Самець бере пихатий вигляд і слідкує за самкою, будь то на землі або на гілках, з розпущеним хвостом і опущеними крилами, якими він обтирає поверхню, що перебуває під ним. Тулуб піднесений, горло набрякло, очі іскряться. Він продовжує співати, час від часу піднімаючись на крило і пролітаючи кілька метрів, щоб наблизитися до боязкої самиці, що втікає. Як й одомашнені голуби, й інші види, вони пестять один одного дзьобами, при цьому дзьоб одного з партнерів проникає в дзьоб іншого, і обидві пташки почережно і неодноразово вивергають вміст своїх волів. Оригінальний текст (англ.) Thither the countless myriads resort, and prepare to fulfill one of the great laws of nature. At this period the note of the Pigeon is a soft coo-coo-coo-coo much shorter than that of the domestic species. The common notes resemble the monosyllables kee-kee-kee-kee, the first being the loudest, the others gradually diminishing in power. The male assumes a pompous demeanor, and follows the female, whether on the ground or on the branches, with spread tail and drooping wings, which it rubs against the part over which it is moving. The body is elevated, the throat swells, the eyes sparkle. He continues his notes, and now and then rises on the wing, and flies a few yards to approach the fugitive and timorous female. Like the domestic Pigeon and other species, they caress each other by billing, in which action, the bill of the one is introduced transversely into that of the other, and both parties alternately disgorge the contents of their crop by repeated efforts. — |

Спостерігаючи за спійманими птахами, Воллес Крейґ зазначив, що через недолугість на землі цей вид менш агресивний і конфліктний, ніж інші голуби. Крім того, зроблений за аналогією з іншими птахами опис Одюбона про передачу їжі мандрівними голубами, можливо, не відповідає дійсності, і під час короткого поцілунку, на відміну від інших голубів, перенесення їжі не відбувається.

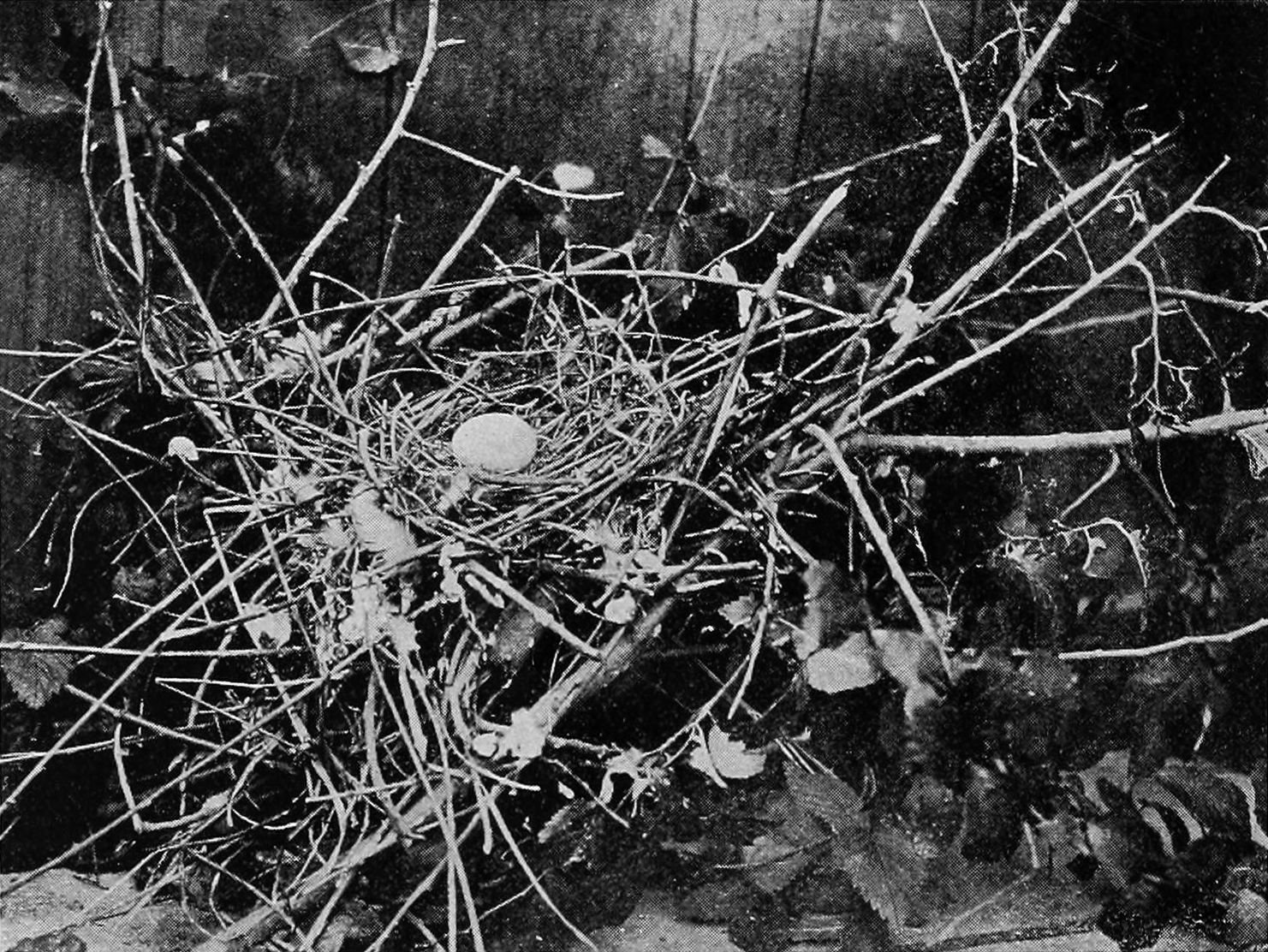
Гніздо з яйцем у вольєрі Вітмена

Безпосередньо після створення пари птахи будували гнізда за два–чотири дні; в колоніях це діло значно прискорювалося. Самиця вибирала місце для гнізда, сідаючи на нього або даючи знати крилами. Самець ретельно відбирав матеріали, в основному гілки, і потім передавав їх самиці, перебуваючи над її спиною. Гнізда будувалися на висоті від 2,0 до 20,1 м; з 70–110 сплетених гілок створювалася широка, дрібна чаша близько 15 см завширшки, 6,1 см заввишки і 1,9 см завглибшки, в якій можна було легко помітити яйце. Потім цю чашу зазвичай вистилали тонким гіллям. Хоча споруда здавалася хиткою і недобудованою в порівнянні з гніздами інших птахів, її рештки можна було знайти на місцях, де голуби були ще кілька років тому. Майже на кожному дереві перебувало понад 50 гнізд: наприклад, на одній тсузі було знайдено 317 гнізд. Гнізда розміщувалися на міцних гілках, ближче до стовбурів дерев. У деяких повідомленнях говорилося, що ділянки землі під гніздами якийсь час залишалися чистими від пташиного посліду. Безпосередньо у сезон розмноження пара була моногамна, оскільки і самець, і самиця доглядали за гніздом.

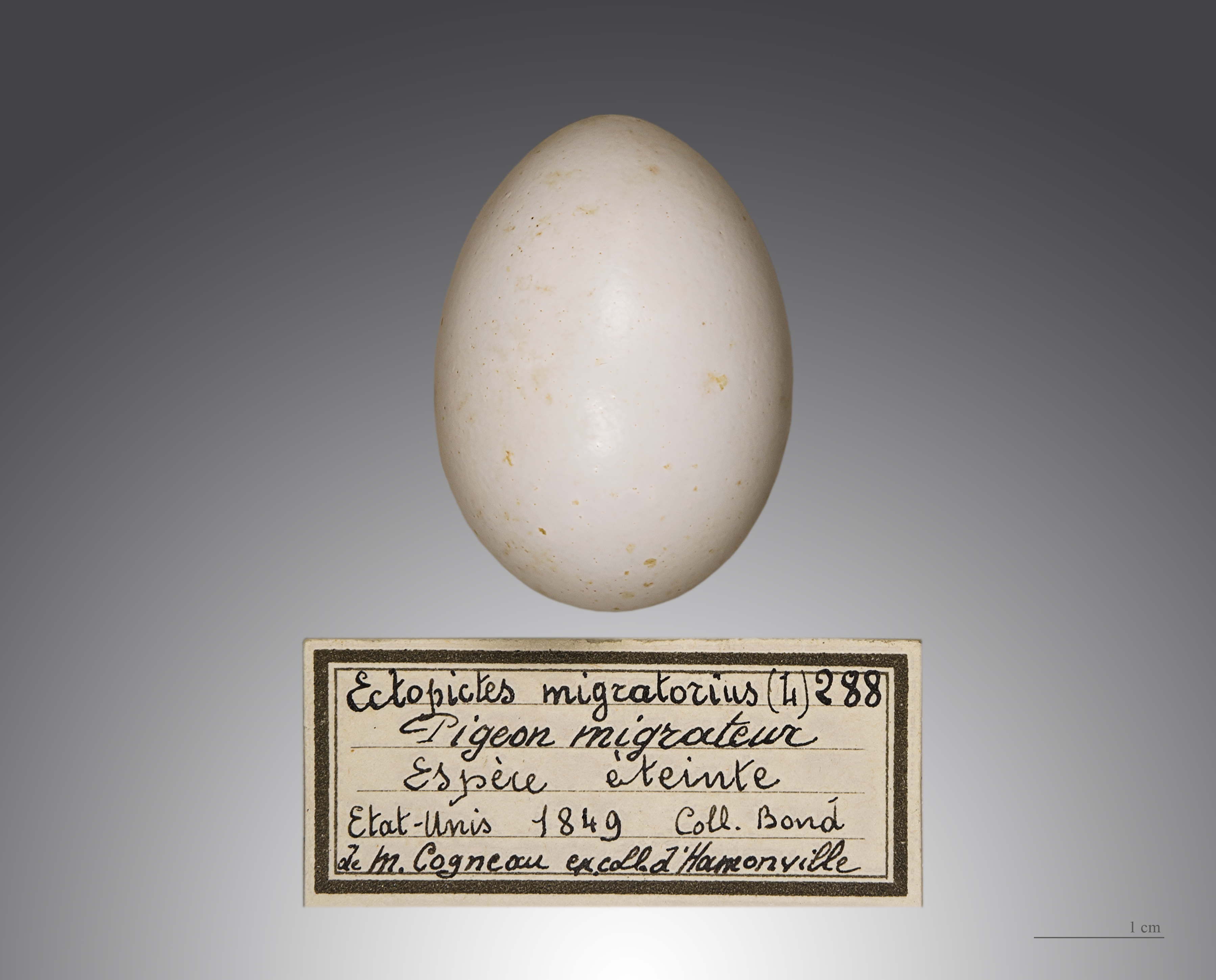
Яйце мандрівного голуба

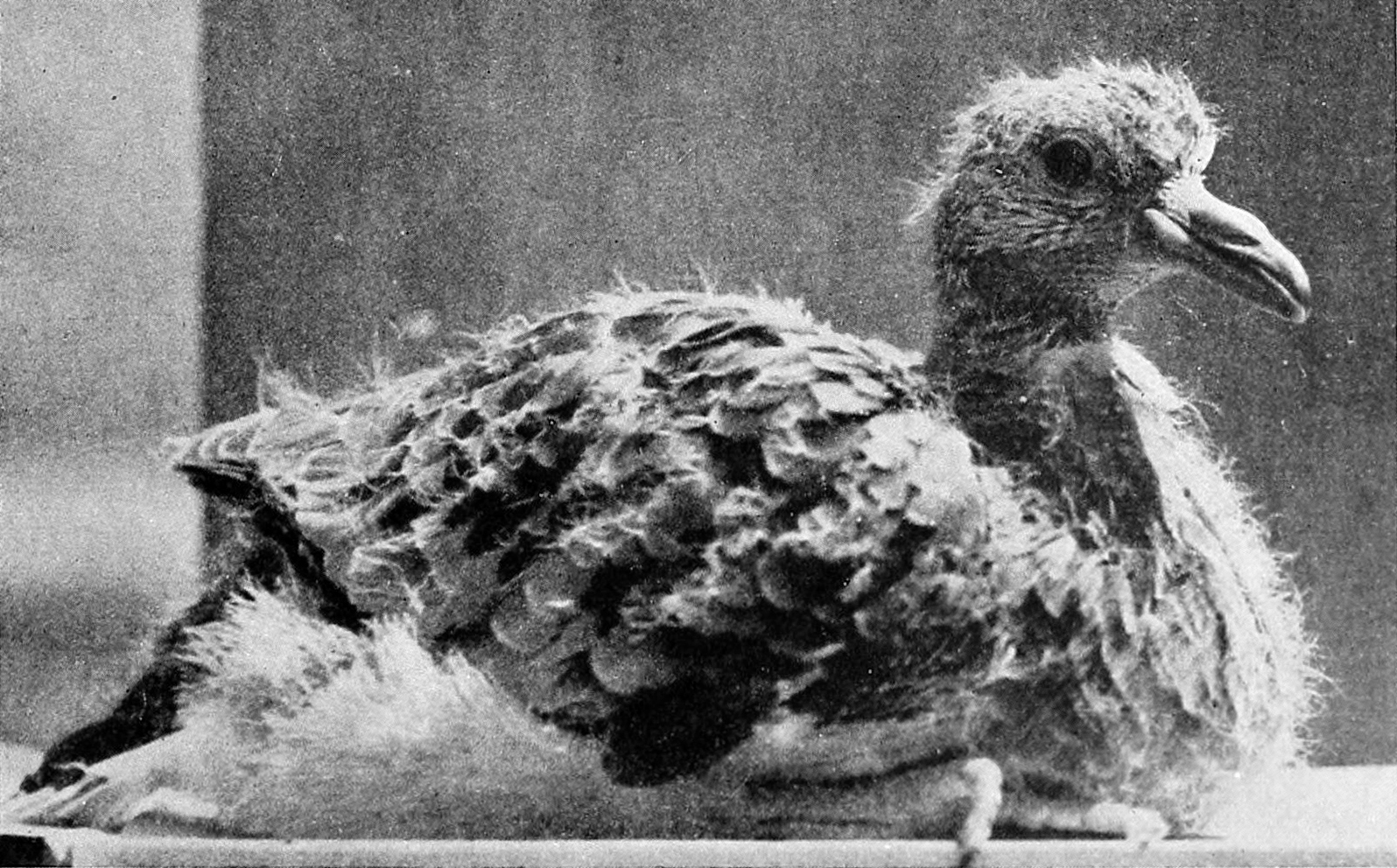
Живе пташеня

Як правило, самиця відкладала яйця протягом перших двох тижнів квітня, майже відразу після будівництва гнізда. Якщо гніздо було не готове, то голуби іноді відкладали яйця на землі. Як правило, кладка складалася з одного яйця, проте також зустрічалися гнізда з двома яйцями. Час від часу самка могла підкинути своє яйце в гніздо іншої самки. Яйце було білого кольору, овального обрису, розміри становили приблизно 40 × 34 мм. У разі втрати яйця протягом тижня повторно відкладалося нове. Також відомо, що під час сніжної бурі уся колонія покидала початкове місце гніздування і засновувала нове. Пара висиджувала яйце протягом 12–14 днів: самець — із середини ранку до середини вечора, а самка — решту часу.
Пташеня народжувався сліпим і було вкрито рідкісним жовтим пухом. Воно росло швидко і по закінченні 14 днів важило стільки ж, скільки і його батьки. Протягом цього часу пара доглядала за пташеням: самець — у середині дня, а самка — в решту часу. З перших днів після вилуплення батьки годували пташенят виключно воловим молоком. Після 3–6 днів до раціону поступово включалася їжа дорослих особин. По закінченню 13–15 днів батьки годували пташеня в останній раз і покидали його. Перед тим, як пташеня полишало домівку і спускалося на землю, воно день або два вимагало їжу, потім вставало в гнізді і ходило по ньому, обходячи перешкоди і випрошуючи корм у дорослих птахів, що знаходилися поблизу. Через 3–4 дні пташеня повністю оперювалося. Увесь гніздовий цикл тривав близько 30 днів. Чи створювали повторно птахи колонії після вдалого виведення потомства, невідомо. Статева зрілість у мандрівного голуба наступала протягом першого року життя, після чого наступної весни він виводив вже своє потомство.

### Вороги і паразити

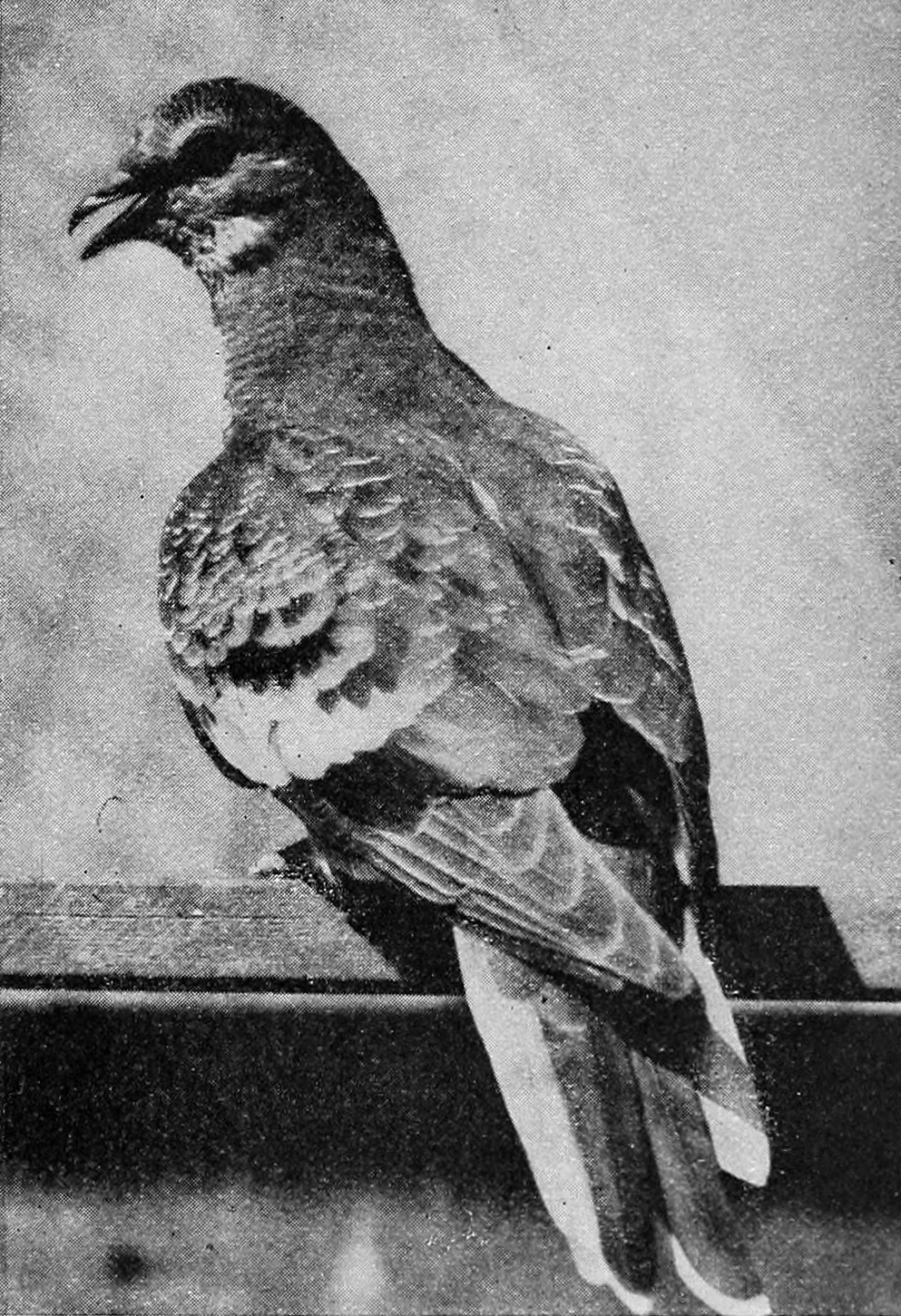
Статевонезріла особина

Гніздові колонії залучали безліч хижаків на яйця і пташенят, таких як американські норки, довгохвості мустели, американські куниці і єноти, хижих птахів, котрі полювали на пташенят і дорослих особин, як-то сови, яструби й орли, а також вовків, лисиць, рисей, ведмедів і пум, що полювали на поранених дорослих особин і впалих пташенят. Яструби і соколи переслідували і полювали на голубів у польоті, під час якого жертви могли даватись складним повітряним вивертам. За неперевіреними даними мандрівних голубів часто переслідував чорноголовий яструб. Незважаючи на те, що багато хижаків продиралися в зграю, окремі особини були здебільшого захищені її розмірами, що зводили шкоди до мінімуму. Незважаючи на велику кількість хижаків, колонії під час гніздування були такими величезними, що в 90% випадків вони були поза небезпеки. До тих пір, поки кинуте батьками дуже товсте пташеня не навчилося літати, воно було уразливим для хижаків. Проте, тільки невеликий відсоток молодих особин ставало здобиччю хижаків. Однією з причин була самопожертва дорослих птахів, що пояснює сильну соціалізацію та спільне гніздування виду.
Відомо про двох паразитів мандрівного голуба, які, як раніше вважалося, паразитували тільки на ньому і вимерли разом з ним. Воша Columbicola extinctus з родини філоптерид 1999 року була виявлена на тілі полосатохвостого голуба. Разом зі спорідненими вошами Columbicola angustus, знайденими на тілі Зозулеві горлиць, цей факт також підтверджує родинний зв'язок між голубами, оскільки філогенія вошей в цілому збігається. Ще одна воша, Campanulotes defectus, відповідно до точки зору деяких дослідників випадково потрапила на експонат і є синонімом виду Campanulotes flavus, що живе в Австралії. Повідомлень про смерть диких голубів від будь-яких хвороб або паразитів не залишилося.

## Птах і людина
У деяких північноамериканських племенах мандрівному голубу відводилася релігійна роль. Гурони вірили, що кожні дванадцять років під час свята мертвих душі померлих переселялися в мандрівних голубів, яких потім вбивали і їли. Перед початком полювання на молодих особин сенеки укладали зі старими птахами «договір» на вампумах, які поміщали в невелику посудину з курищем. Віннебаґо вважали мандрівного голуба птахом вождя, оскільки він був на столах щоразу, коли вождь влаштовував бенкет. Сенеки вірили, що ватажком колонії мандрівних голубів був білий голуб, а Рада птахів вирішила, щоб голуби жертвували себе людям сенека, оскільки були єдиними птахами, які гніздилися колоніями. В знак подяки Сенеки придумали голубиний танець.
Французький мандрівник Жак Карт'є був першим європейцем, який описав мандрівних голубів, яких він спостерігав під час своєї подорожі 1534 року. Їхні описи зустрічаються також у працях Самюеля де Шамплена і Коттона Мезера. У найранніших повідомленнях докладно розповідалося про зграї, що затуляли небо, і про величезну кількість убитих птахів (за повідомленнями, на Бостонському ярмарку 1771 року було продано 50 000 птахів). Перші поселенці вважали, що великі зграї голубів приносили нещастя або хвороби. Вони вірили, що голуби, які в цілому зимують поза свого ареалу, «пророкують холодні літо й осінь». У XVIII і XIX століттях була думка, що різні частини голуба володіють цілющими властивостями. Вважалося, що кров допомагає при захворюваннях очей, суха слизова оболонка шлунка — при дизентерії, а послід застосовувався для лікування різних недуг, таких як головний біль, болі в шлунку і слабкість. Деякий час пір'я голубів використовувалося як сировина для набивання матраців. Кожне придане у Сен-Жеромі, включаючи постільні приналежності, робили з голубиного пір'я. 1822 року одна сім'я в окрузі Чотоква заради цього за день убила 4 тисячі голубів.

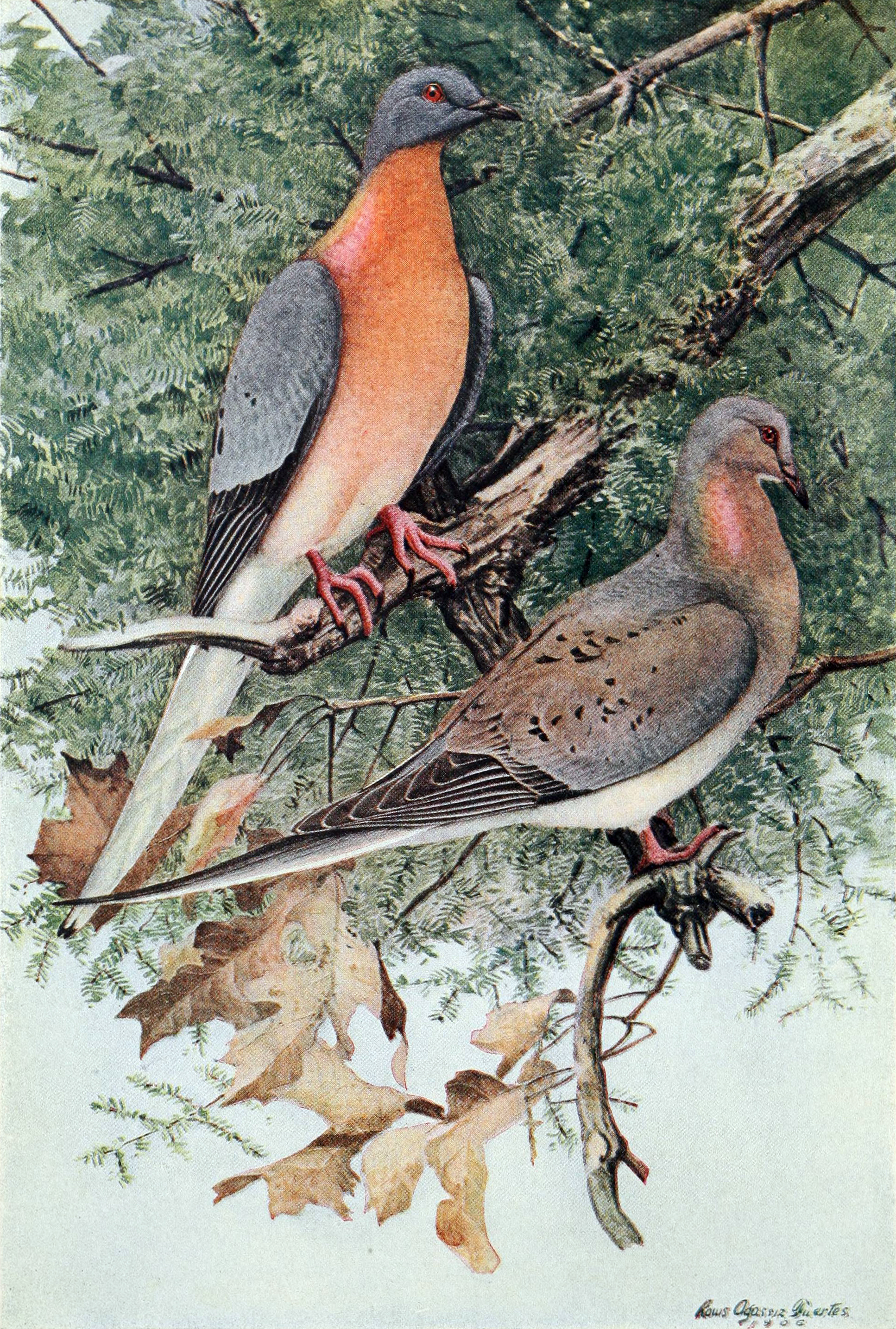
Самець і самка авторства Луїса Фуертеса на фронтисписі книги 1907 року «Мандрівний голуб» Вільяма Мершона

Мандрівний голуб був присутнім у працях багатьох ранніх ключових природодослідників зі супутніми ілюстраціями. Зображення Марка Кейтсбі 1731 року — перше оприлюднене зображення цього птаха — на думку пізніших оглядачів, було трохи недопрацьованим. Першоджерельну акварель, використана для створення цієї ритини, разом з іншими було куплено британською королівською сім'єю 1768 року. Натуралісти Александер Вільсон і Джон Джеймс Одюбон особисто спостерігали великі міграції голубів й оприлюднили докладні описи, де обидва намагалися порахувати загальну кількість птахів. Найвідомішою і часто копійованою ілюстрацією голуба є власноруч намальована Одюбоном акватинта з книги «Птахи Америки», виданої в 1827–1838 роках. Ілюстрація Одюбона була високої якості, але критикувалася за неточність. Воллес Крейґ і Роберт Шуфельдт відзначали, що зображені птахи сиділи і цілувалися не пліч-о-пліч, а один над одним, окрім того, це самець мав відригувати їжу у дзьоб самиці, а не навпаки, і його хвіст при цьому не має бути розпущеним. Замість ілюстрації Одюбона Крейґ і Шуфельдт як точніший вигляд птаха привели зображення американського художника Луїса Аґассіза Фуертеса і японця Хаясі. Ілюстрації мандрівного голуба часто створювалися на основі опудал птахів, а єдиним відомим художником, котрий намалювати живу пташку, був Чарльз Найт. Він робив це не менше двох разів: 1903 року митець намалював птаха, що імовірно знаходилася в одному з трьох пташників з уцілілими особинами, а в проміжок до 1914 року — Марту, останнього представника виду із зоопарку в Цинциннаті.
Багато відомих письменників продовжують писати про птаха, зокрема вірші і белетристику. Співак у стилі блюграсс Джон Геральд написав пісню, присвячену вимирання виду і Марті. У зв'язку зі сторіччям від дня смерті Марти пісня стала доказом культового статусу виду — символу безглуздого забою цих голубів і антропогенного вимирання. Картина Волтона Форда 2002 року за назвою «Falling Bough» (укр. Падуще гілля) і фреска 2014 року лауреата Національної медалі США в області мистецтв Джона Рутвена також присвячені сторіччю зі дня смерті Марти.

### Полювання

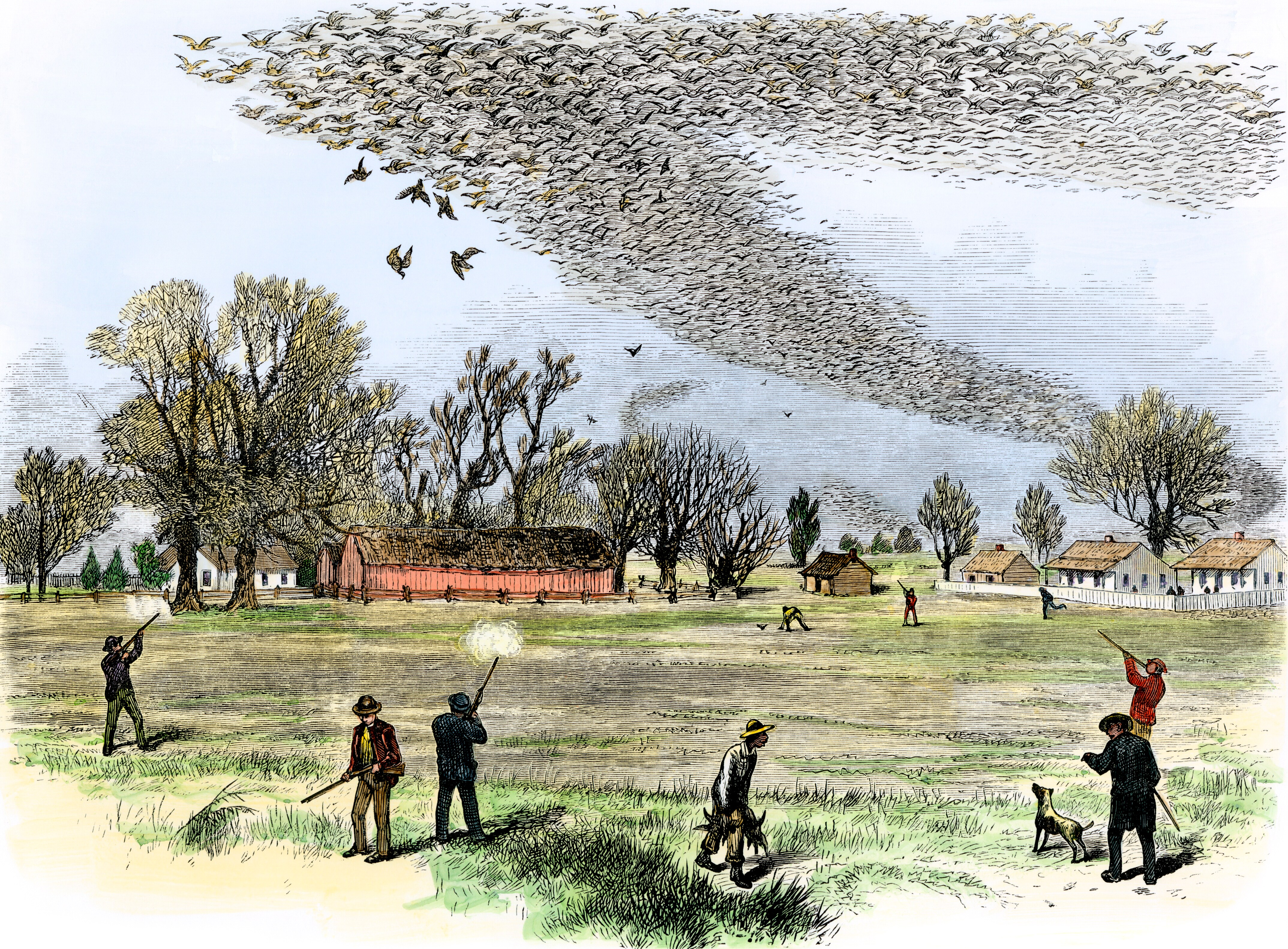
Стріляння у Північній Луїзіані, Сміт Беннетт, 1875 рік

Мандрівний голуб був важливим джерелом харчування жителів Північної Америки. Корінні народи харчувалися молодими особинами, на яких полювали вночі, використовуючи довгі кілки; заради здобичі племена іноді оселялися поблизу колонії птахів. Під час полювання дотримувалися запобіжних заходів, щоб не потривожити дорослих голубів, оскільки корінні жителі боялися, що птахи можуть покинути свої місця гніздування. У деяких же племенах турбувати дорослих голубів вважалося злочином. Низьколетячих голубів можна було вбити за допомогою палиць або каменів. У штаті Оклахома голуби, покидали щоранку свої місця ночівлі, летіли так низько, що черокі метали дрюк усередину зграї і змушували провідних голубів повертати назад, створюючи тисняву, через яку птиці ставали легкою здобиччю. Птахи у великих кількостях накопичували жир, який індіанці використовували як масло. Думка про те, що до колонізації вони часто їли голубів, підтверджують археологічні знахідки. За значущістю для столу корінних американців мандрівні голуби поступалися лише дикій індичці.

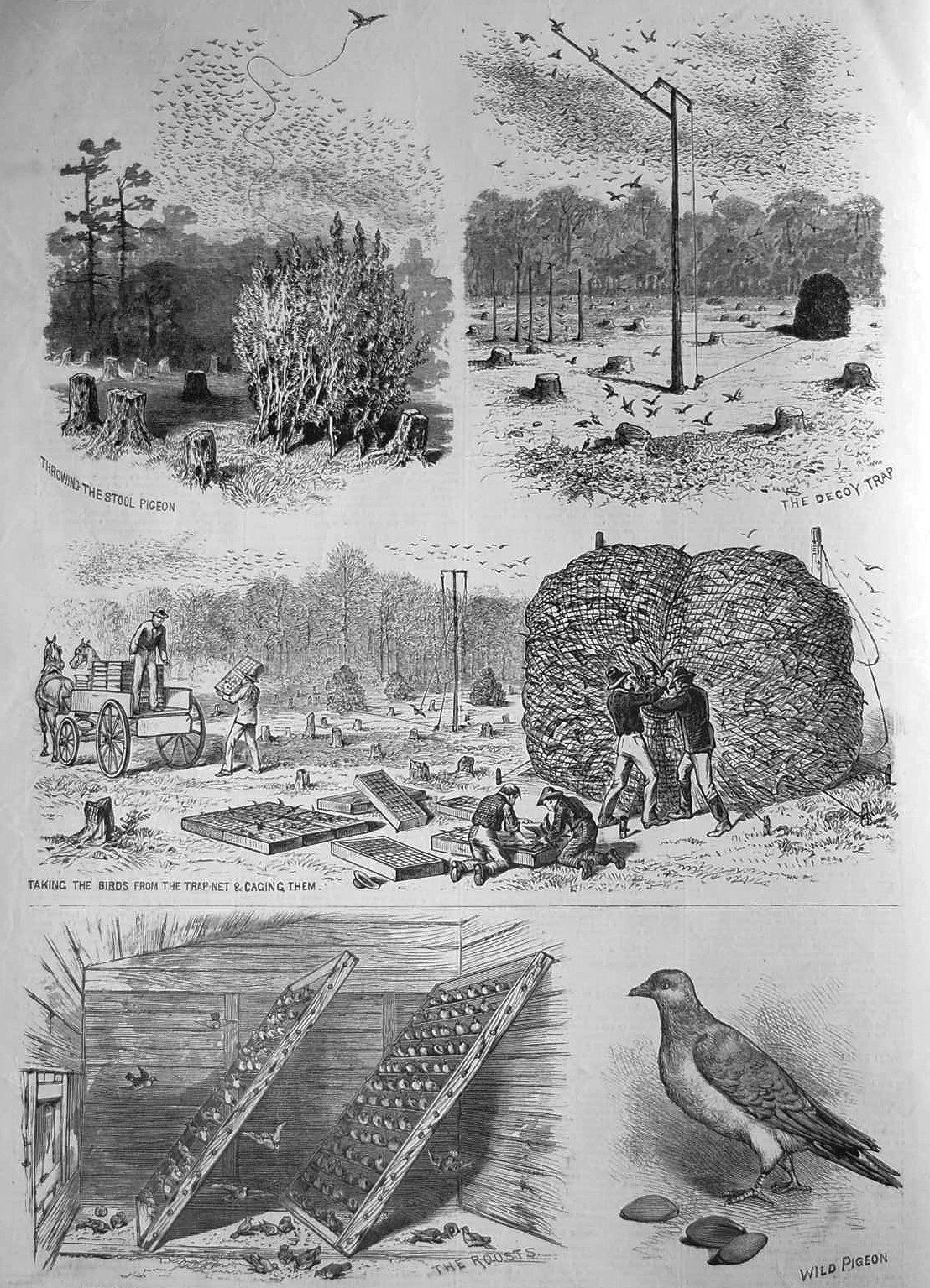
Колаж 1881 року, де показано способи упіймання голубів на конкурсі зі стрільби

Після європейської колонізації полювання на мандрівного голуба стало вестися інтенсивніше і витонченішими способами. Особливе значення полюванню надавалося на околицях, де м'ясо голуба було важливою складовою харчування. Від того, як птахи були приготовлені, залежав смак їхнього м'яса. На думку колоністів, найсмачнішими були птахи, вгодовані у неволі і спіймані в вересні або жовтні, за ними слідували молоді особини. Звичайною справою були заготовки голубів на зиму. Тушки голубів зазвичай зберігалися в маринованому або солоному вигляді, причому в інші пори року зберігали тільки копчені грудки. На початку XIX століття промисловики почали ловити і відстрілювати птахів для продажу на ринках і навіть на прокорм свиням.
Мисливців на голубів було набагато більше, ніж професійних мисливців на хутрового звіра, або траперів, а стріляння по голубах стало поширеним видом спорту серед юнаків. Мандрівних голубів вбивали з такою легкістю, що вони навіть не вважалися пернатою дичиною, оскільки мисливець-любитель з одного пострілу міг вбити шість птахів. Вдалий постріл з двоствольної рушниці у бік місць ночівель міг повалити понад 60 птахів. Зазвичай при стрільбі попередньо не цілилися, по птахах стріляли або в польоті, або відразу після їхнього приземлення на сухі, голі дерева; влучити в окремого голуба було важко. Іноді мисливці викопували і наповнювали зерном рови, щоб стріляти в голубів уздовж них. Для масової заготівлі використовувалися навіть невеликі гармати, заряджені дробом, з яких стріляли по густим зграям птахів, як це описано в романах Фенімора Купера («Піонери») і Майн Ріда. Після пострілу слідував дощ з мерущих птахів. 1871 року один торговець зброєю збув три тонни пороху і 16 тонн боєзарядів під час сезону розмноження мандрівного голуба. У другій половині XIX століття тисячі мандрівних голубів використовувалися як живі мішені у змаганнях зі «стендової стрільби», їх випускали за допомогою пристосованих пасток. Під час інших змагань учасники стояли на рівній відстані один від одного, намагаючись збити якомога більше птахів у зграї, що пролітала повз. Голубів було так багато, що для отримання нагороди в одному зі змагань потрібно було вбити 30 тисяч птахів.

Голубина мережа в Канаді, Джеймс Паттісон Кокберн, 1829

Існувало багато різних способів лову голубів. Мережа ставилася таким чином, щоб підтримні підпори при ударі падали вниз. Як наслідок до мережи потрапляло понад двадцяти голубів. Для більшого ефекту також використовувалися тунельні мережі, до найширшої з яких за раз могло попастися 3,5 тисячі голубів. Мережі використовувалися як професійними мисливцями, так і звичайними фермерами. Для принаджування голубів коло мереж на землю ставилася наживка і поруч прив'язували несправжню ціль або живого «голуба-вабика» (іноді із зашитими повіками). Коли проносилася зграя, натягався шнур, що змушував приманку, яка нібито виявила їжу на землі, змахувати крилами, заманюючи таким чином птахів у пастку. Як наживку часто використовувалася сіль, тому багато мисливців встановлювали свої пастки біля соляних джерел. Ще одним способом упіймання голубів було полювання на гніздові колонії, особливо в той період, коли дорослі птахи залишали своїх пташенят, що ще не літаюли. Одні мисливці виштовхували пташенят з гнізда за допомогою палиці, інші ж збивали їх, пускаючи затуплені стріли в основу гнізда. Досить часто мисливці рубали дерева, які падали таким чином, щоб зачепити сусідні і скинути пташенят з їхніх гнізд. Одного разу таким чином було вирубано 6 км² високих дерев. Найжорстокішим способом полювання було підпалювання підстави дерева з голубами: батьки кидали гніздо, а юні особини падали на землю. Іноді птахів труїли сіркою, пари якої змушували їх падати з дерева в ослабленому стані.

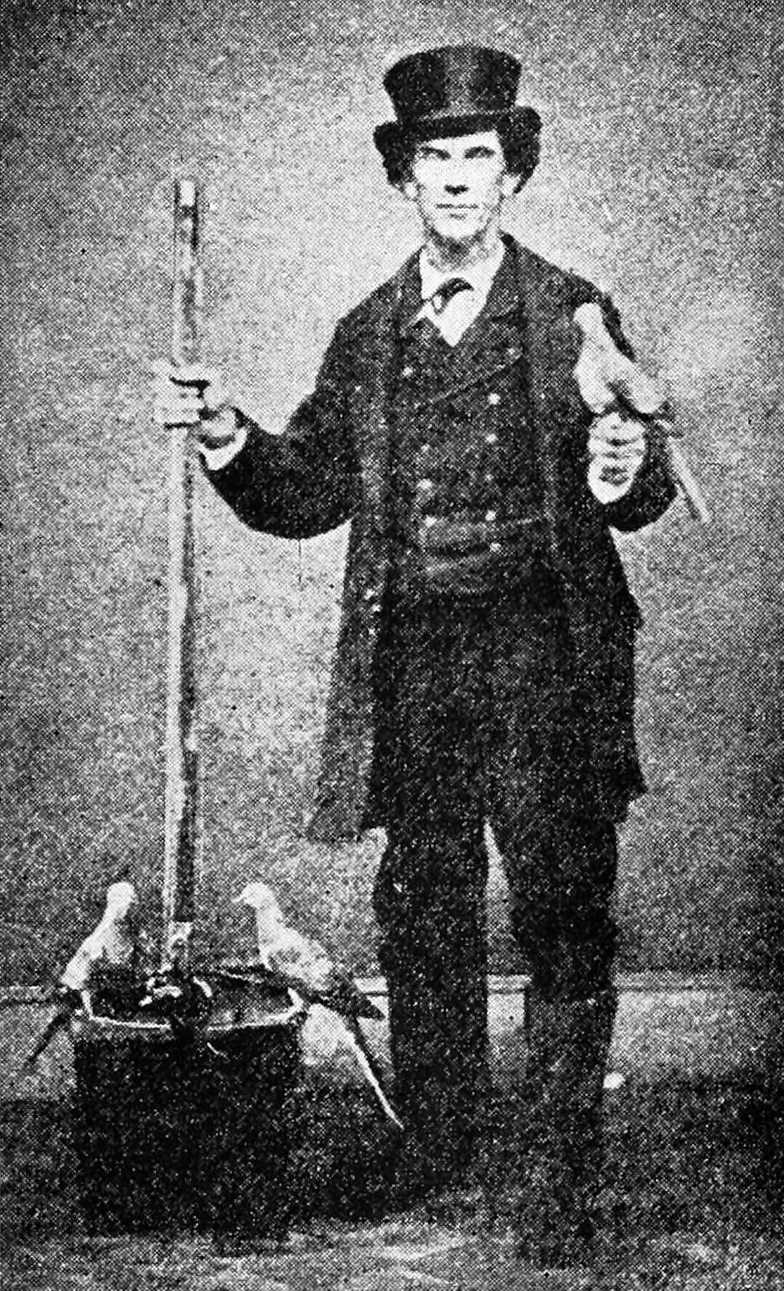
Траппер Альберт Купер з голубами-вабиками для лову диких птахів, 1870

На середину XIX століття з появою залізниць у мисливців відкрилися нові можливості, так як раніше було досить скрутно привезти багато голубів до великих міст на сході США. 1860 року по всій території США було впроваджено велику телеграфну мережу, яка підвищила якість комунікацій і дозволила легко поширювати інформацію про місцезнаходження голубиних зграй. За оцінками, з появою залізничного сполучення у Платтсбурзі 1851 року до великих міст було доставлено 1,8 мільйона голубів за ціною від 31 до 56 центів за дюжину. До кінця XIX століття полювання на мандрівних голубів повністю перейшло на комерційну основу. Круглий рік задля відстеження зграй голубів великі брокерські компанії наймали траперів-«голуб'ятників». Відомо про мисливця, який за свою кар'єру доставив у східні міста три мільйони птахів. 1874 року «голуб'ятниками» працювали не менше 600 чоловік, а до 1881 року їхня кількість зросла до 1200. Голубів ловили в такій кількості, що до 1876 року поставки голубиного м'яса були не в змозі окупити витрати на бочки і лід для його доставки. Ціна голубиного м'яса, переповнив ринки, опустилася нижче п'ятдесяти центів за повну бочку. Для підвищення ринкової вартості голубів залишали живими, щоб їхнє м'ясо залишалося свіжим при подальшому забої. Тисячі голубів містилися у великих клітинах в жахливих умовах, що приводили через брак їжі і води до великої смертності і канібалізму, причому більшість тварин розкладалися ще до продажу.
Полювання на голубів було задокументовано й описано газетами того часу, в яких говорилося про різні способи лову. Одну з найчастіше передрукованих ілюстрацій було вперше опубліковано 1875 року під заголовком «Зимове спортивне полювання у північній Луїзіані: стріляння по диким голубам». Голуби також були сільськогосподарськими шкідниками, знищували під час годування практично увесь урожай. Птах вважався «справжнім лихом» у сільських громадах, які наймали мисливців задля охорони зерна і «ведення війни» проти пернатих, про що було написано під іншою газетною ілюстрацією, що вийшла 1867 року під заголовком «Відстріл диких голубів в Айові». Порівнюючи цих «шкідників» з бізонами на Великих рівнинах, можна зробити висновок, що цінним ресурсом були не самі тварини, а нібито розорюване ними сільське господарство. Вважалося, що увесь з'їдений птахами урожай, що давав цінні калорії, білки і поживні речовини, було навмисно вирощено для неугодного виду птахів.

### Падіння чисельності та спроби збереження

Опудало мандрівного голуба в Музеї природи Харківського національного університету

Перші американські колоністи не здогадувалися про те, що вид може опинитися на межі вимирання, оскільки птах був у достатку, а саме поняття вимирання ще не мало чіткого визначення. Тривалий час поступове скорочення популяції голуба було непомітним, оскільки його зграї досі були величезні. Однак уже на початку XVIII століття деякі автори відзначали, що чисельність птахів, особливо на найнаселенішому північному сході США, в Новій Англії, різко скоротилася через масові заготовлі мережами. До 1780 року цей регіон було повністю «очищено» від мандрівного голуба. Припускали, що голуб з приходом європейців поступово перекочував на захід, а на сході став рідкісним або повністю зник, проте у 1850-их роках його чисельність усе ще становила мільйони особин. 1856 року Бенедикт Анрі Ревоаль, який був 1847 року свідком полювання на мандрівного голуба, став одним з перших людей, стурбовані долею птаха:
| Усе призводить до переконання, що голуби, які не зносять самотності, і змушені залишати місця проживання або змінювати свій спосіб життя із тією швидкістю, з якою Північна Америка заселяється європейцями, просто зникнуть з цього материку, і, якщо світ не покладе край цьому до кінця століття, я тримаю парі… що орнітолог-любитель більше не знайде диких голубів, окрім тих, що в музеях природної історії. Оригінальний текст (англ.) Everything leads to the belief that the pigeons, which cannot endure isolation and are forced to flee or to change their way of living according to the rate at which North America is populated by the European inflow, will simply end by disappearing from this continent, and, if the world does not end this before a century, I will wager… that the amateur of ornithology will find no more wild pigeons, except those in the Museums of Natural History. — |

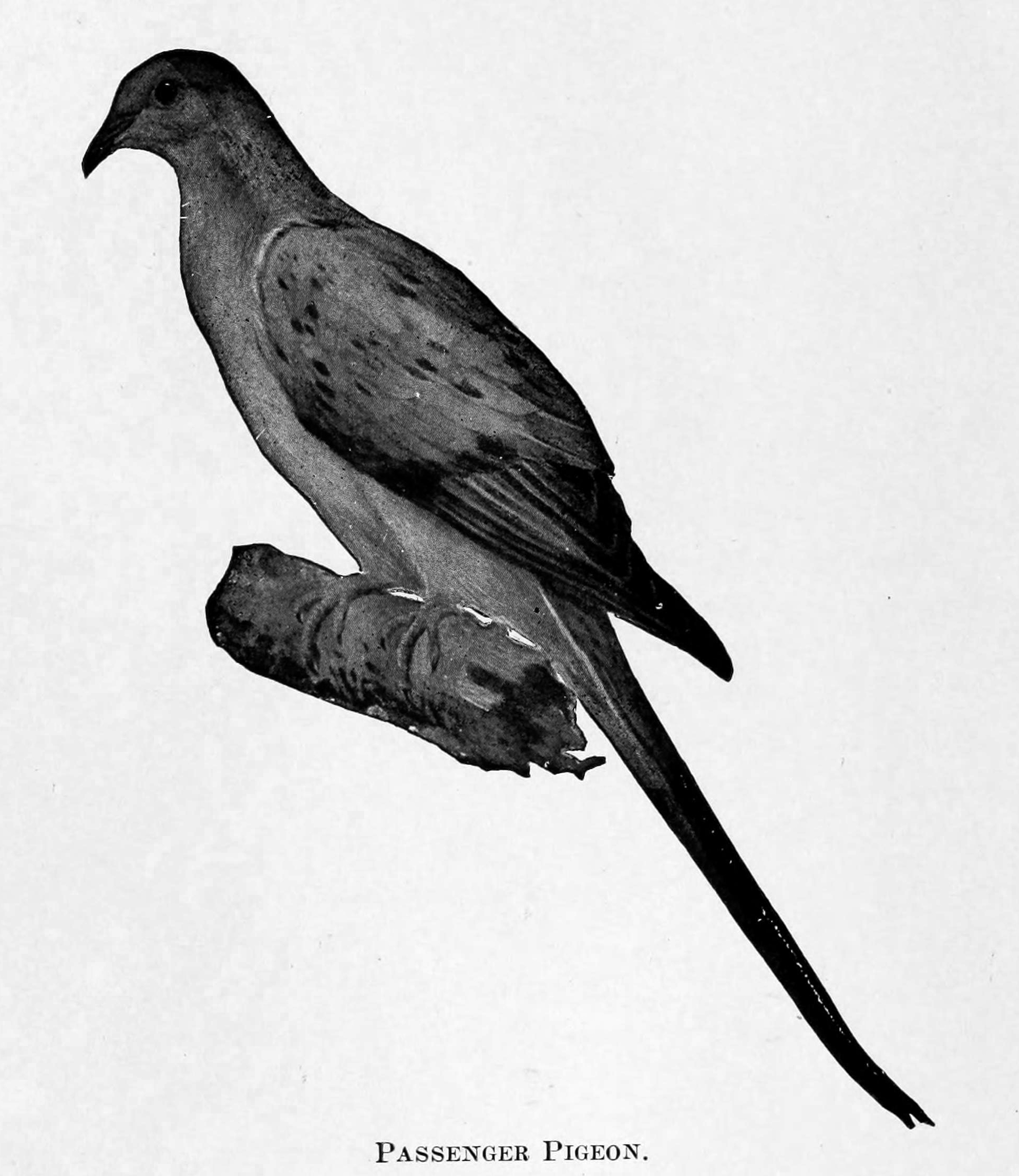
Малюнок живої особини авторства Чарльза Найта, 1903 рік

До 1870-их років падіння чисельності птахів стало ще помітнішим, особливо після виявлення останніх найбільших гніздівель і подальшого забою мільйонів птахів 1874 і 1878 роках. На цей час великомасштабні гніздування були тільки на півночі, в районі Великих озер. Останній раз велике місце гніздування було виявлено в околицях Петоскі 1878 року (декількома днями раніше ще одне було виявлено у Пенсільванії), де протягом майже п'яти місяців щодня гинуло 50 тисяч птахів. Уцілілі дорослі особини повторно гніздилися на нових місцях, проте професійні мисливці вбивали їх ще до того, як виростали пташенята. У 1880-их роках відзначалися розсіяні гніздування, при цьому птахи стали обережнішими і зазвичай залишали свої гнізда, якщо їх переслідували.
На час виявлення цих останніх гніздівель було прийнято закони щодо захисту мандрівного голуба, проте вони виявилися неефективними через нечіткі формулювання і труднощі у виконанні. Генрі Руні, який був свідком забою у Петоскі, вів кампанію із захисту голуба, але зустрів опір і звинувачення в тому, що він перебільшує серйозність становища. Проти деяких окремих порушників було порушено кримінальні справи, які не торкнулися великих підприємств. 1857 року до Законодавчих зборів штату Огайо було внесено законопроєкт щодо захисту мандрівного голуба, проте спеціальний комітет Сенату штату підготував звіт, в якому стверджувалося, що птах не потребує захисту, будучи «на диво плідним», і відкидалося припущення, що вид може зникнути. У 1870-ті роки пройшли громадські протести проти використання голубів для спортивної стрільби, оскільки з птахами погано поводилися до і після таких змагань. Законодавчі збори штату Мічиґан прийняли закон, що забороняв ловлю голубів сітками-пастками в радіусі 3 км від місця гніздування. 1897 року у Законодавчі збори штату Мічиґан було внесено законопроєкт про заборону полювання на голубів на 10 років. Аналогічні законодавчі заходи було схвалено, а згодом проігноровано у Пенсільванії. Заходи виявилися марними, і вже до середини 1890-их років голуб майже повністю зник і, ймовірно, вимер в дикій природі. До цього часу ще залишалися невеликі зграї, оскільки на ринках як і раніше продавалися тушки голубів. Потім повідомлялося лише про невеликі групи або окремі особини, багатьох з яких вбивали на місці. Комерційні мисливці в преріях США переключилися на заготівлю іншого масового перелітного виду, ескімоського кульона, який незабаром розділив сумну долю мандрівного голуба.

### Останні вцілілі особини

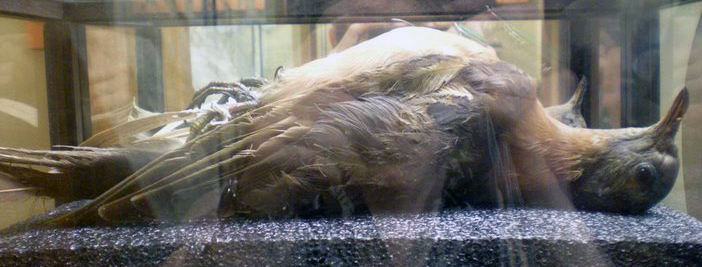
Баттонс, другий з останніх диких голубів, зоопарк Цинциннаті

Останні виявлені у дикій природі гніздо і яйце було зібрано 1895 року недалеко від Міннеаполіса. 1896 року в Луїзіані серед зграї зенаїд було виявлено дику особину, згодом застрелену. Багато пізніших повідомлень вважаються помилковими, або ж в них говорилося про зенаїд. Останні підтверджені повідомлення про диких мандрівних голубів дійшли з околиць Оукфорда 12 березня 1901 року, де вбили самця, з якого зробили опудало, що нині перебуває в Мілліканському університеті у Декейтері. На опудало не звертали уваги аж до 2014 року, поки письменник Джоель Ґрінберґ, який займався дослідженнями для своєї книги «A Feathered River Across the Sky", не виявив дату смерті птаху. Ґрінберґ також повідомив про вбитого самця 3 квітня 1902 року поблизу Лорел, з якого зробили зіпсоване згодом опудало.
Протягом багатьох років вважалося, що останнього дикого мандрівного голуба було убито в окрузі Пайк 24 березня 1900 року хлопаком Прессом Клей Саусворсом (англ. Press Clay Southworth), який застрелив самицю з пневматики. Хлоп'я не впізнало птицю, однак його батьки ідентифікували мандрівного голуба і прислали його таксидермістові. Експонат, який отримав прізвисько «Баттонс» за схожі на ґудзики очі, було подаровано сім'єю Історичному товариству Огайо 1915 року. Достовірність повідомлень про зустрічі в Огайо, Іллінойсі, Індіані знаходиться під питанням. Президент США Теодор Рузвельт стверджував, що бачив птаха в Мічиґані 1907 року. Орнітолог Александер Ветмор стверджував, що бачив пару птахів, що пролітали поблизу Індепенденса в квітні 1905 року. 1910 року Американське орнітологічне товариство запропонувало нагороду в 3000 доларів за виявлення гнізда.

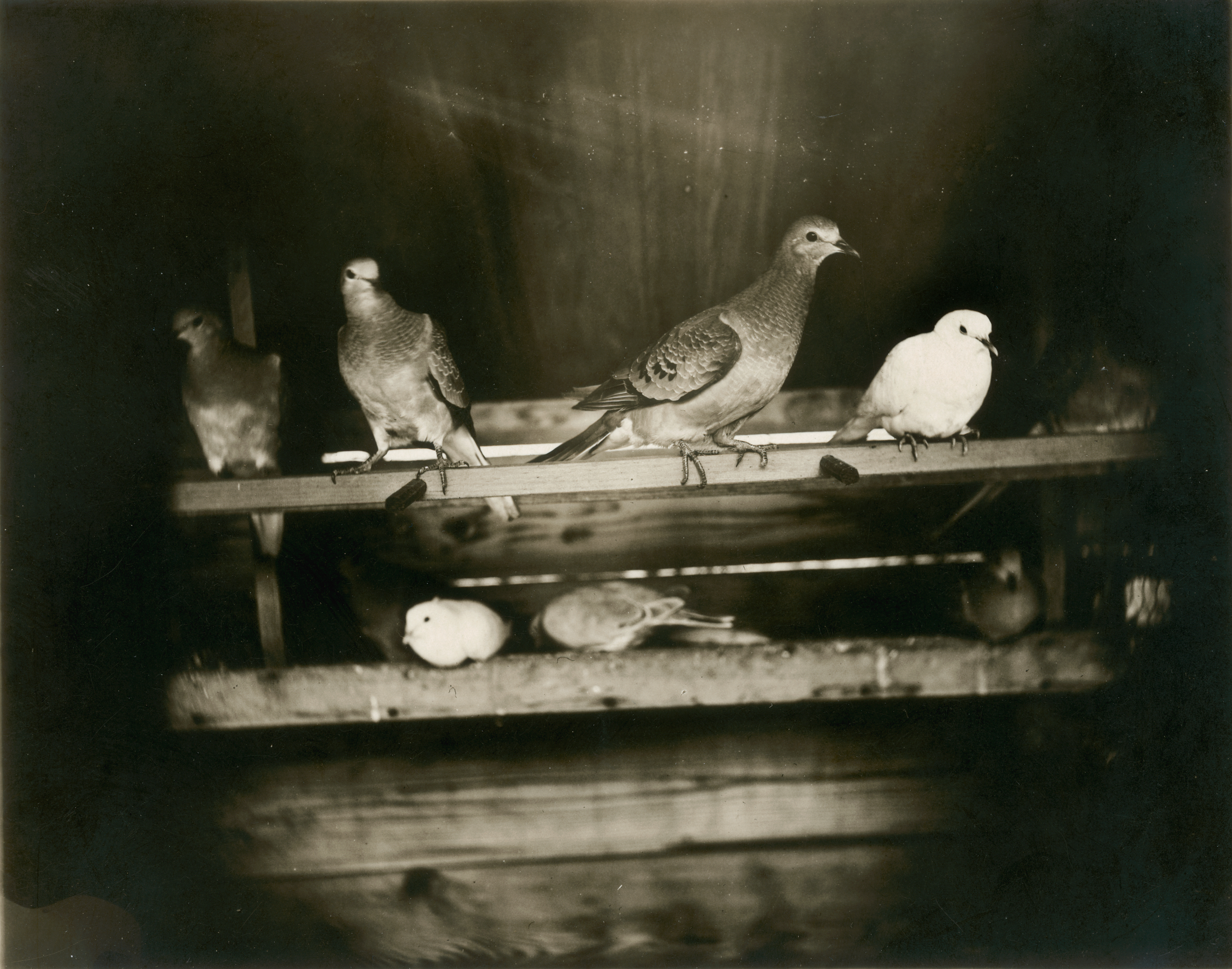
Вольєр Вітмена зі мандрівними голубами та іншими видами, 1896–1898 роки

Багато голубів у неволі утримувалися в експлуатаційних цілях, хоча частина з них перебувала в зоопарках і вольєрах. Тільки Одюбон стверджував, що 1830 року в Англії було доставлено 350 птахів, розподілених між багатьма знатними особами, а один голуб також був у Лондонському зоопарку. Поки мандрівний голуб був поширеним птахом, особливого зацікавлення він не викликав, проте усе змінилося в 1890-их роках, як тільки він став рідкісним. На рубежі XX століття останніх відомих в неволі голубів розділили на три групи: в Мілвокі, Чикаго і Цинциннаті. За деякими повідомленнями, голуби містилися і в інших місцях, проте підтверджень знайдено не було.
Мілуокською групою володів Девід Віттакер, який почав колекціонувати птахів 1888 року; група через кілька років виросла до п'ятнадцяти птахів, що походили від однієї пари. Чиказькою групою володів Чарльз Отіс Вітмен, який почав збирати колекцію з голубів, куплених у Віттакера 1896 року. Він виявляв цікавість до вивчення цих птахів і тримав мандрівних голубів разом з іншими видами. Вітмен щоліта в вагоні возив із собою голубів від Чикаґо до Массачусетсу. 1897 року колекціонер купив усіх птахів у Віттакера (загальне число мандрівних голубів у чиказькій групі досягло 19), а 1898 року повернув Віттакерові сім голубів. Приблизно того ж часу було проведено кілька фотосесій птахів Вітмена, після яких збереглося 24 світлини. Де, коли і ким було зроблено ці фото, точно невідомо, можливо, що одна частина — в Чикаго 1896 року, інша — в штаті Массачусетс 1898 року, а третя — Хаббардом. Частину цих фото висвітлювали різні ЗМІ, їхні копії нині зберігаються у Вісконсінському історичному товаристві. На 1902 рік Вітмену належали шістнадцять птахів. Його голуби відкладали велику кількість яєць, з яких мало хто вилуплювався, а багато пташенят гинуло. Газета провела розслідування, згідно з яким зграї, що перестала розмножуватися, була необхідна «свіжа кров». 1907 року у Вітмена захворіли і померли дві самиці, а у вольєрі залишилися двоє безплідних гібридних самця, чия подальша доля невідома. У Віттакера залишалося чотири живих самця Вітмена, які померли в період з листопада 1908 по лютий 1909 року.

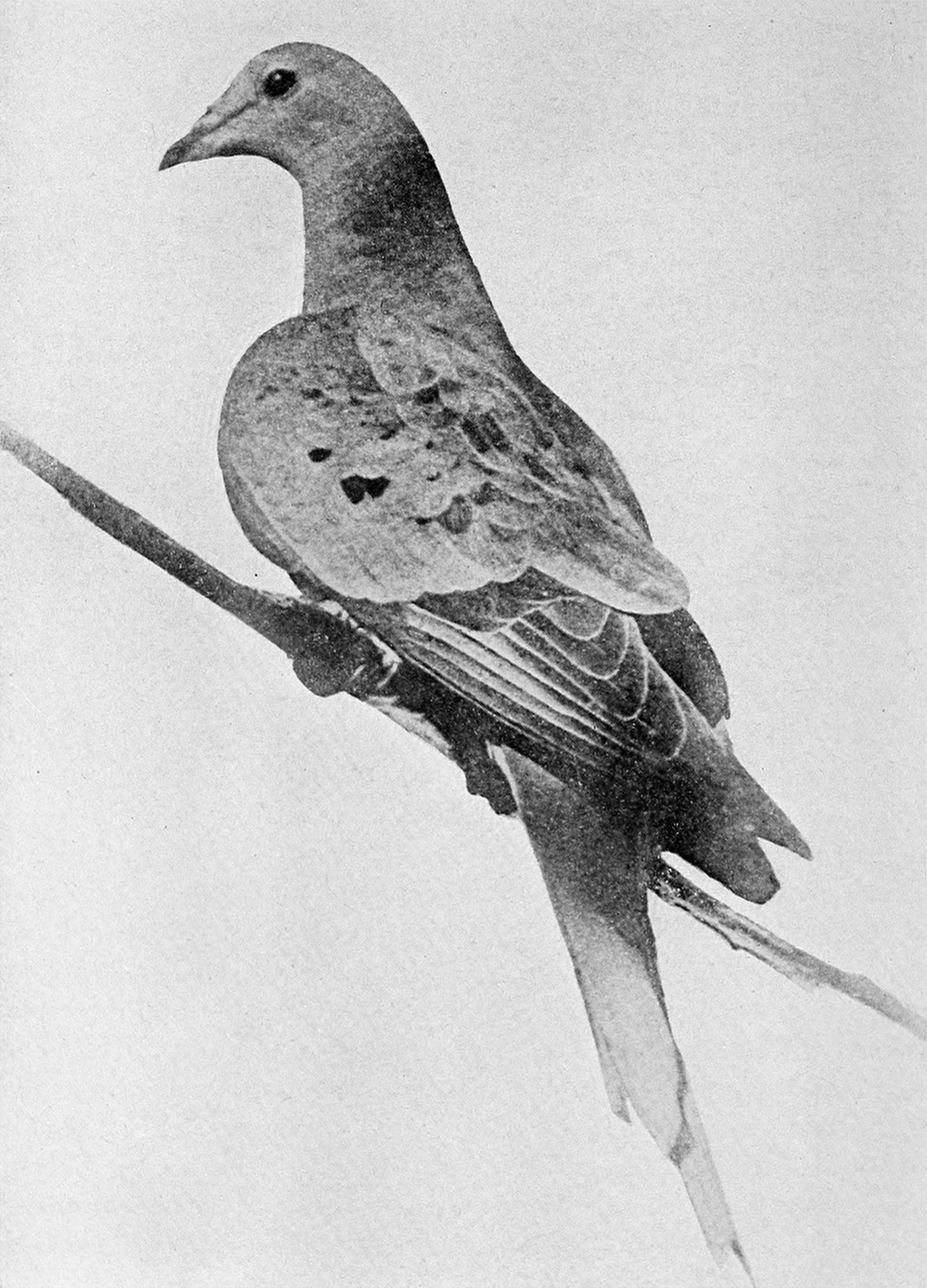
Марта, останній мандрівний голуб, 1912 рік

У Цинциннаті, в одному з найстаріших зоопарків США, мандрівні голуби були із самого його заснування 1875 року. У клітці 10 × 12 футів містилося понад двадцять особин, дозволяючи відвідувачам ближче поглянути на рідкісних представників місцевої фауни. Визнаючи факт зниження чисельності диких птахів, Вітмен і зоопарк Цинциннаті постійно боролися за розмноження уцілілих особин, включаючи спроби висиджування сизою голубкою яєць мандрівної. 1902 року Вітмен віддав самку мандрівного голуба в зоопарк; можливо, що це була особина, що пізніше стала відомою як Марта, яка стане останнім живим представником виду. Інші джерела стверджують, що Марта з'явилася на світ у зоопарку Цинциннаті, прожила там 25 років і була нащадком трьох пар мандрівних голубів, куплених зоопарком 1877 року. 1909 року Марта і її супутники-самці в зоопарку Цинциннаті залишилися єдиними відомими уцілілими голубами. Один з них помер у квітні того ж року, а 10 липня 1910 року — Джордж, останній живий самець. Невідомо, чи збереглися його останки. Незабаром Марта стало знаменитістю, оскільки вона була останньою у своєму роді, а за знаходження самця пропонувалася нагорода в розмірі 1000 доларів, що привернуло ще більше відвідувачів. Протягом останніх чотирьох років самотності (її клітка була 5,4 × 6 м) Марта стала повільною і погано рухалася. Вона померла від старості і була знайдена мертвою на підлозі своєї клітки 1 вересня 1914 року. Згідно з різними джерелами, на час смерті Марті було від 17 до 29 років, хоча загальноприйнятою цифрою є 29. Марту помістили у шматок льоду і відправили до Смітсонівського інститута, де її тіло скальпували, препарували, сфотографували й експонували. Оскільки голубка линяла перед смертю, з неї було важко зробити опудало, а до її шкірки було додано раніше опале пір'я. Марта була на експозиції протягом багатьох років, поки її не прибрали в музейне сховище на невизначений час, проте 2015 року її повернули на місце в Національному музеї природознавства. На території зоопарку Цинциннаті встановлено меморіальну статую Марти, перед якою знаходиться колишній пташник, де жила Марта, «Меморіальна хатинка мандрівного голуба» (англ. Passenger Pigeon Memorial Hut), що нині є національною історичною пам'яткою США. Тим часом в клітці Марти 1918 року помер останній представник вимерлого каролінського папуги по кличці «Інкус», його опудало знаходиться в «Меморіальній хатинці».

### Причини вимирання

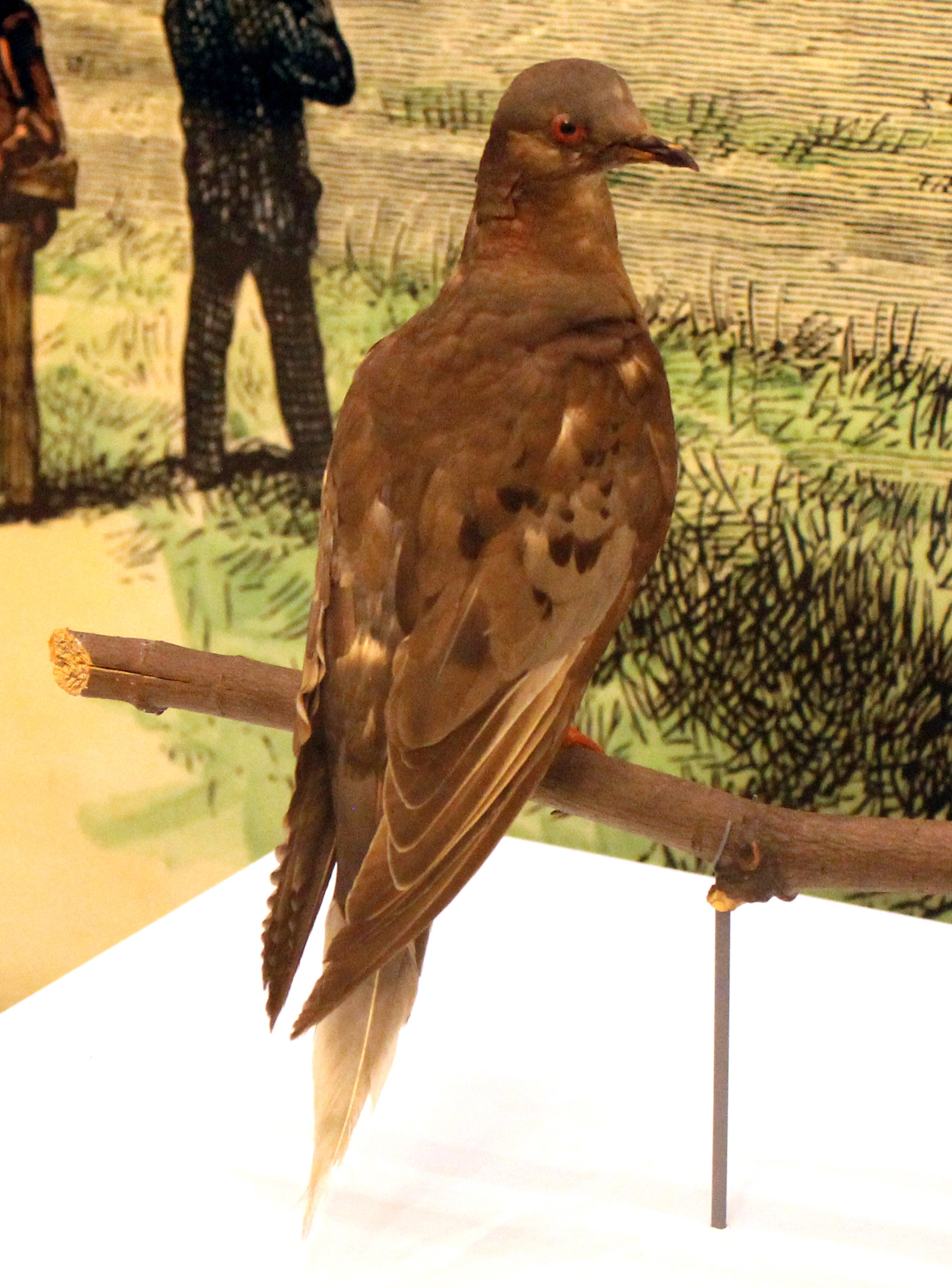
Марта у Смітсонівському музеї, 2015 рік

Основними причинами вимирання мандрівного голуба стали масштабне, нічим не обмежене полювання, швидке знищення людиною середовища існування і виключно соціальний, стайний і кочовий спосіб життя птаха, який зробив її дуже вразливою для перших двох чинників. Знеліснення було обумовлено необхідністю звільнити землю під сільське господарство і розширення міст, а також попитом на деревину і паливо. Під сільське господарство з 1850 по 1910 рік було розчищено приблизно 728 000 км² територій. Хоча у східній частині Північної Америки ще залишилися великі лісові території, що підтримують місцеве біорізноманіття, їх було недостатньо для збереження величезних зграй мандрівних голубів. Для порівняння: для підтримки існування таких малочисельних одиночних й осілих птахів, що перебувають на межі вимирання, як новозеландські какапо і такахе, досить набагато менших охоронюваних ділянок. Сукупний вплив інтенсивного полювання і вирубування лісів, які порівняли з «бліцкриґом» проти мандрівного голуба, призвело до зникнення, яке було визнано одним з найбільших і найбезглуздіших антропогенних вимирань в історії людства.

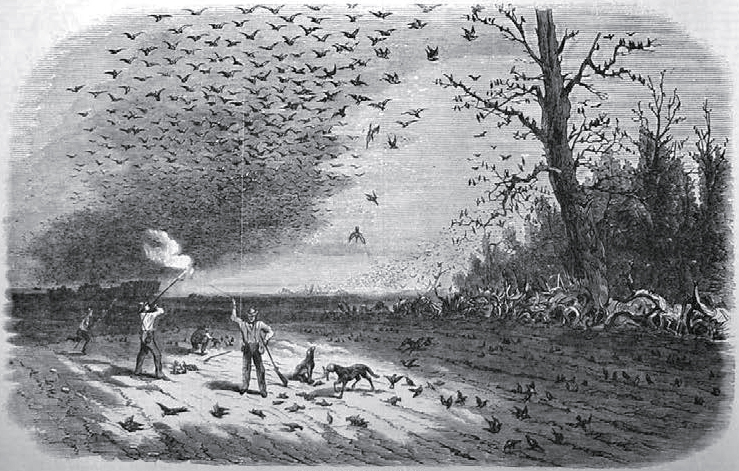
Відстріл голубів заради збереження врожаю в Айові, 1867 рік

Дослідження 2014 року щодо природних коливань чисельності голуба до прибуття людей у США також показало, що вид регулярно відчував різкі зниження чисельності, і було висунуто припущення, що одне з них, мабуть, збіглося з посиленням людської діяльності в 1800-их роках, яке призвело до стрімкого скорочення чисельності і вимирання виду. Подібний сценарій міг також пояснити швидке зникнення скелястої кобилки того ж часу. Також передбачалося, що після того, як поріділа б популяція, парі або одиночним птахам стало б важче знайти підхожі області годування. Крім того, в період розмноження птахів масово вбивали і зганяли з гнізд у гніздових колоніях, а багато пташенят залишалися одні, перш ніж вони могли попіклуватися про себе самостійно. Час від часу пропонувалися інші, малопереконливі чинники: масові повені, хвороба Ньюкасла та міграції в райони поза звичайного ареалу.
Вимирання мандрівного голуба викликало загальне цікавлення до природоохоронного руху, а його наслідком стали нові закони і заходи, які захистили багато інших видів від вимирання. Стрімке скорочення чисельності мандрівного голуба вплинуло на наступні способи оцінки ризику зникнення популяцій тварин, які перебувають під загрозою. Міжнародний союз охорони природи і природних ресурсів наводить мандрівного голуба як приклад, коли вид, незважаючи на його високу чисельність, може перебувати в «групі ризику».

### Можливість відтворення виду

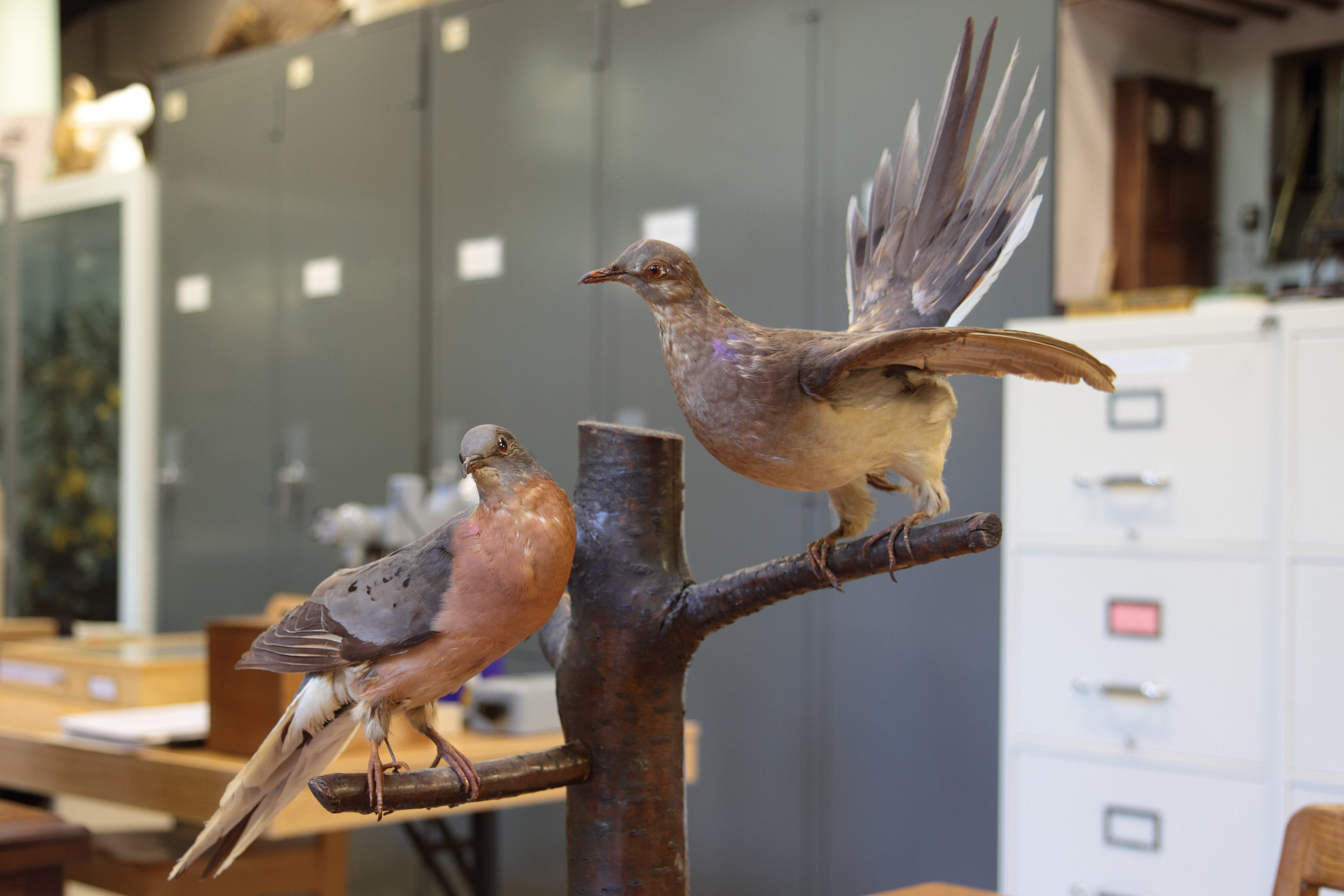
Опудала самця і самиці в бібліотеці Університету Лаваля

По усьому світу зберігається понад 1532 опудал мандрівних голубів, включаючи 16 скелетів. Висловлювалася пропозиція по відродженню мандрівного голуба, основною засадою якої є використання генома цих експонатів, однак через вплив тепла і кисню їхні ДНК розклалися і мають розірвану будову. Американський генетик Джордж Черч припустив, що геном мандрівного голуба можна відтворити шляхом з'єднання уривків ДНК з різних зразків. Наступним кроком буде впровадження цих генів у стовбурові клітини сизих (або смугастохвостих) голубів, які потім пересадять до їхніх яйцеклітин і сперми, а потім помістять в голубині яйця. Унаслідок в яйцях сизих голубів будуть яйцеклітини мандрівного голуба, запліднені його ж спермою. Отримане потомство в такому випадку буде мати риси мандрівного голуба, і можливе подальше розведення цих особин буде сприяти збереженню виняткових особливостей вимерлого виду.
Загальну ідеї воскресіння вимерлих видів критикують: необхідні кошти могли б бути витрачені на збереження видів та середовищ існування, що знаходяться під загрозою зникнення сьогодні. У разі мандрівного голуба, оскільки він вів соціальний спосіб життя, навряд чи можна створити достатню кількість птахів для повноцінного відродження, і неясно, чи вистачить територій зі сприятливим середовищем проживання для їхньої реінтродукції. Крім того, батьки, які будуть вирощувати клонованих голубів, будуть належати до іншого виду з властивою йому манерою поведінки при вирощуванні пташенят.